# Long Xuyên (thành phố)
Long Xuyên là thành phố tỉnh lỵ cũ của tỉnh An Giang, vùng Đồng bằng sông Cửu Long, Việt Nam. Long Xuyên cũng từng là tỉnh lỵ của tỉnh Long Xuyên cũ trước năm 1956.
Thành phố Long Xuyên là đô thị loại I, trung tâm chính trị, kinh tế, văn hóa, khoa học kỹ thuật, thành phố tỉnh lỵ của tỉnh An Giang, có vai trò quan trọng trong vùng ĐBSCL và cả nước. Về dân số TP. Long Xuyên đứng thứ hai vùng đồng bằng sông Cửu Long (ĐBSCL), chỉ sau thành phố Cần Thơ. Thành phố hiện là đô thị có tỷ trọng thương mại dịch vụ cao nhất trong hệ thống 12 đô thị tỉnh lỵ của vùng ĐBSCL (trên 80%). Thành phố có vị trí chiến lược trong vùng, là điểm giao thoa giữa hai khu vực năng động của vùng đô thị trung tâm và tứ giác Long Xuyên; nằm trên điểm giao của các tuyến giao thông trọng yếu của vùng ĐBSCL, có lợi thế kết nối thuận lợi liên vùng và quốc tế. Thành phố được xác định là đô thị loại I của vùng; là trung tâm tăng trưởng kinh tế, trung tâm thương mại dịch vụ; trung tâm đào tạo, chuyển giao công nghệ, trung tâm công nghiệp chế biến nông sản, thủy sản, có vai trò quan trọng thúc đẩy phát triển kinh tế - xã hội tỉnh An Giang, và vùng kinh tế trọng điểm ĐBSCL.

## Địa lý
Thành phố Long Xuyên cách Thành phố Hồ Chí Minh khoảng 185 km về phía tây nam, thành phố Cần Thơ khoảng 60 km về phía tây bắc và cách thủ đô Phnôm Pênh (Campuchia) 204 km. Thành phố nằm bên bờ sông Hậu và có vị trí địa lý:
- Phía đông giáp huyện Lấp Vò, tỉnh Đồng Tháp
- Phía tây giáp huyện Châu Thành và huyện Thoại Sơn
- Phía nam giáp quận Thốt Nốt và huyện Vĩnh Thạnh thuộc thành phố Cần Thơ
- Phía bắc và đông bắc giáp huyện Chợ Mới.

Thành phố có diện tích 114,96 km², dân số năm 2019 là 272.365 người, mật độ dân số đạt 2.369 người/km².
Thành phố Long Xuyên có diện tích nội thành là 24,4 km², chiếm khoảng 19,08% diện tích đất tự nhiên thành phố. Là một trong những trung tâm đô thị lớn của vùng đồng bằng sông Cửu Long.
Cụ thể, tại Quyết định số 1078/QĐ-TTg,Thủ tướng Nguyễn Xuân Phúc đã ký công nhận thành phố Long Xuyên là đô thị loại I trực thuộc tỉnh An Giang vào năm 2020
Thành phố Long Xuyên là trung tâm chính trị, kinh tế, văn hóa, khoa học kỹ thuật của tỉnh An Giang có vị trí chiến lược, là điểm giao thoa giữa 2 khu vực năng động của vùng đô thị trung tâm và tứ giác Long Xuyên. Thành phố đồng thời nằm trong trung tâm của vùng tam giác phát triển Thành phố Hồ Chí Minh - Cần Thơ - Phnom Penh (Campuchia).
Các công trình phục vụ công cộng và cơ sở kỹ thuật hạ tầng đô thị được đầu tư, xây dựng đồng bộ, ngày càng hoàn thiện trên nhiều lĩnh vực. Nhiều dự án trọng điểm được triển khai và đẩy nhanh tiến độ thực hiện, thu hút các tập đoàn lớn như T&T, FLC, TMS,...

## Hành chính
Thành phố Long Xuyên có 12 đơn vị hành chính cấp xã trực thuộc, bao gồm 10 phường: Bình Đức, Bình Khánh, Mỹ Bình, Mỹ Hòa, Mỹ Long, Mỹ Phước, Mỹ Quý, Mỹ Thạnh, Mỹ Thới, Mỹ Xuyên và 2 xã: Mỹ Hòa Hưng, Mỹ Khánh được chia thành 100 khóm - ấp.
| P. Bình Đức P. Bình Khánh P. Mỹ Hòa Chú thích: P. Mỹ Bình P. Mỹ Xuyên P. Mỹ Long P. Mỹ Phước P. Mỹ Quý P. Mỹ Thới P. Mỹ Thạnh X. Mỹ Khánh X. Mỹ Hòa Hưng H. Chợ Mới T. Đồng Tháp TP. Cần Thơ H. Thoại Sơn H. Châu Thành Bản đồ hành chính thành phố Long Xuyên, tỉnh An Giang |

| Diện tích (km²)                                                | 11,61  | 6,68    | 1,62   | 16,29   | 1,24   | 4,30    | 4,18   | 15,47  | 21,39   | 1,81    | 21,19  | 9,59   |
| Dân số (người)                                                 | 20.440 | 31.625  | 15.185 | 33.413  | 16.750 | 30.909  | 14.933 | 26.100 | 26.568  | 23.665  | 21.440 | 11.332 |
| Mật độ dân số (người/km²)                                      | 1.761  | 4.734   | 9.373  | 2.051   | 13.508 | 7.188   | 3.572  | 1.687  | 1.242   | 28.360  | 1.012  | 1.182  |
| Số đơn vị hành chính                                           | 6 khóm | 10 khóm | 5 khóm | 11 khóm | 8 khóm | 10 khóm | 5 khóm | 9 khóm | 10 khóm | 13 khóm | 9 ấp   | 4 ấp   |
| Năm thành lập                                                  | 1977   | 1999    | 1977   | 2005    | 1977   | 1977    | 1999   | 1999   | 1999    | 1984    | 1979   | 1984   |
| Nguồn: Kết quả điều tra dân số và nhà ở tỉnh An Giang 1/4/2019 |        |         |        |         |        |         |        |        |         |         |        |        |

## Lịch sử

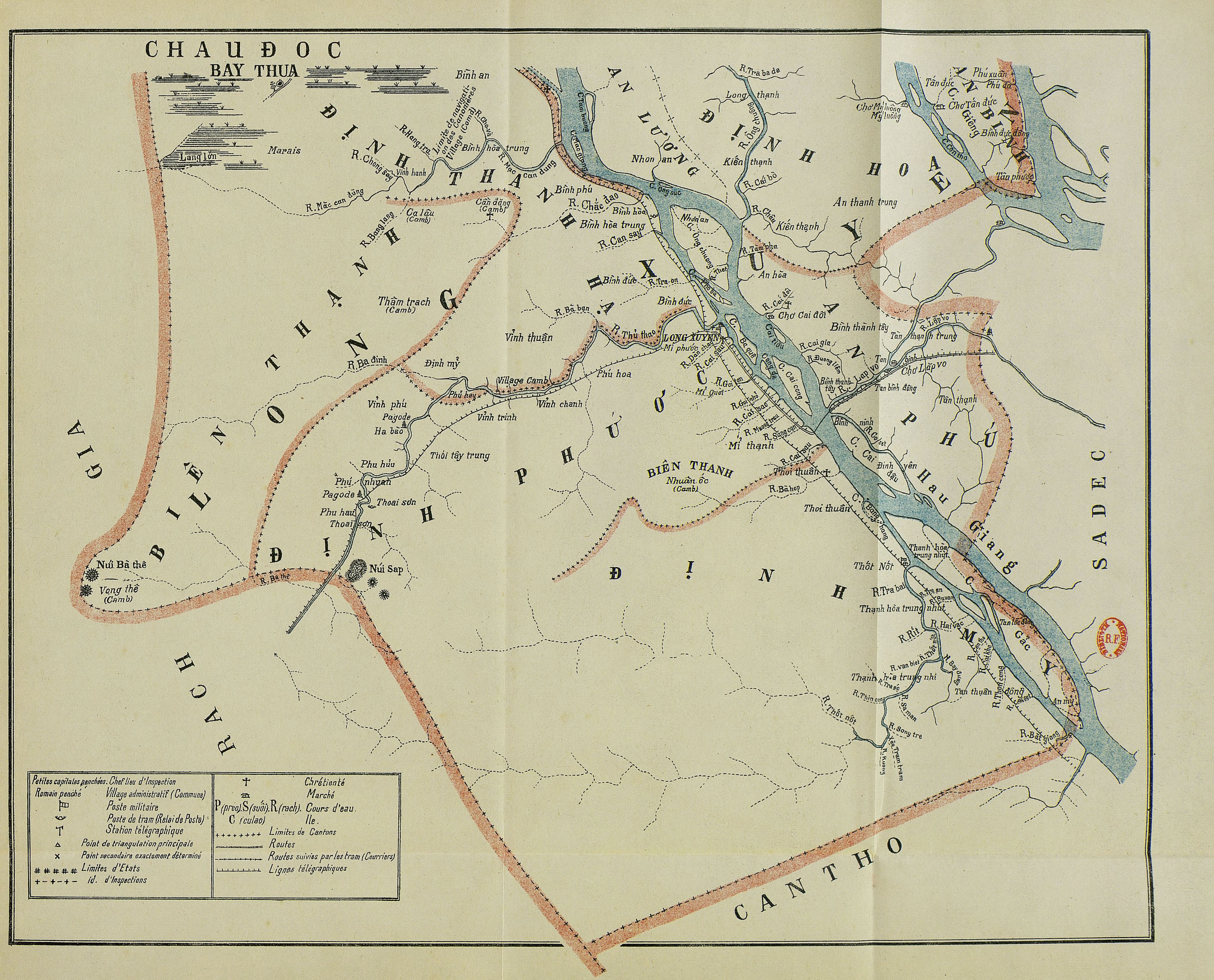
Thủ phủ (tỉnh lỵ) Long Xuyên trong bản đồ tỉnh Long Xuyên của Nam Kỳ thuộc Pháp năm 1901

### Thời phong kiến

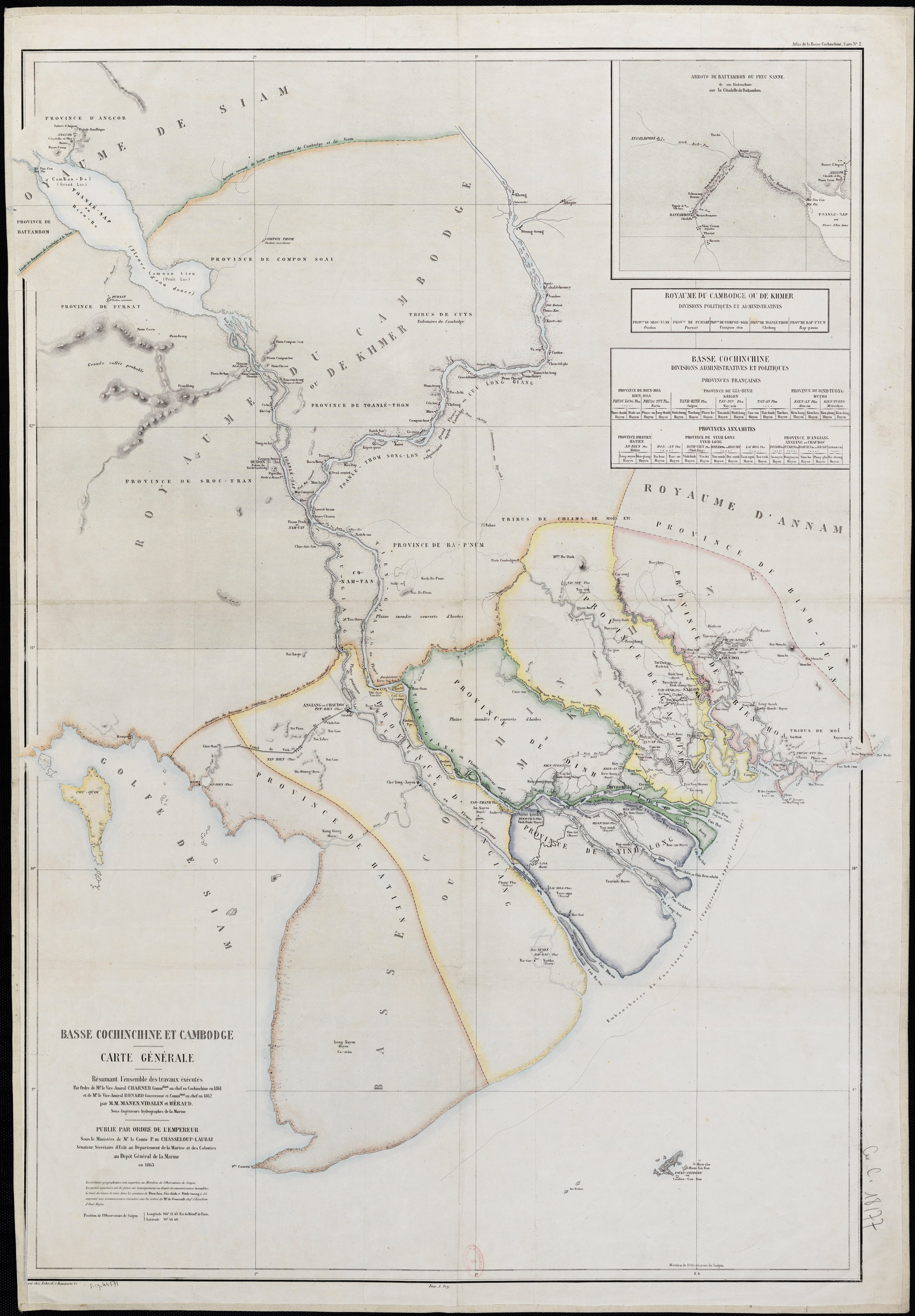
Long Xuyên (Cà Mau) và chợ Long Xuyên (Đông Xuyên) năm 1863

Năm Kỷ Dậu 1789, một đồn nhỏ được thành lập tại vàm rạch Tam Khê được gọi là thủ Đông Xuyên. Đại Nam nhất thống chí tỉnh An Giang chép: "Thủ Đông Xuyên cũ ở đường lạch bờ phía tây Hậu Giang thuộc địa phận huyện Tây Xuyên, đặt từ năm Kỷ Dậu, đầu thời trung hưng [Nguyễn Ánh dựng nghiệp], sau bỏ. Năm Minh Mạng thứ 18 [1837] đặt làm sở thuế quan, nay [năm Tự Đức] bỏ." Tại vị trí thủ Đông Xuyên rồi sở Đông Xuyên huyện Tây Xuyên (trùng tên với một huyện Đông Xuyên đương thời cũng của tỉnh An Giang nhà Nguyễn), đến thời Tự Đức thành một phố thị với chợ Đông Xuyên  tại ngã ba rạch Đông Xuyên với sông Hậu Giang. Đến thời Pháp xâm chiếm Nam Kỳ (tức khoảng năm 1863) cái tên chợ Đông Xuyên được biến đổi thành chợ Long Xuyên, trùng với tên một huyện Long Xuyên (nguyên là đất Cà Mau) của tỉnh Hà Tiên đã từng có trước đó. Từ khi Pháp chiếm An Giang năm 1867 đến 1876, họ chia An Giang thành khoảng 5 hạt tham biện, tên Long Xuyên của chợ này được lấy làm tên của hạt tham biện Long Xuyên. Trong khi đó, huyện Long Xuyên của tỉnh Hà Tiên (nay là tỉnh Cà Mau) thì kết thúc tồn tại.
Năm Minh Mạng thứ 13 (1832) lấy đất Tầm Phong Long (được vua Chân Lạp là Nặc Tôn giao cho Việt Nam vào năm 1757 để đền ơn chúa Nguyễn đã trợ giúp lấy lại ngôi vua) cùng với huyện Vĩnh An tỉnh Vĩnh Long, đặt làm tỉnh An Giang với 2 phủ Tuy Biên và phủ Tân Thành. Lỵ sở của tỉnh An Giang đặt tại thành Châu Đốc. Lại cử chức An Hà Tổng đốc, thống lãnh hai tỉnh An Giang và Hà Tiên, lại thành lập hai ty Bố chánh, Án sát... Địa bàn thành phố Long Xuyên ngày nay thuộc huyện Tây Xuyên, phủ Tuy Biên, tỉnh An Giang thời ấy. Thì thành phố Long Xuyên là đất thuộc phủ Tuy Biên. Cho nên sau này (1909), Nam kỳ phong tục nhơn vật diễn ca của Nguyễn Liên Phong có câu:
Long Xuyên thuộc phủ Tuy Biên, 
Cựu trào có đặt Tây Xuyên huyện đường.

### Thời Pháp thuộc
Năm 1876, hạt Long Xuyên được thành lập (chủ hạt là Briere), bắt đầu hình thành khu vực chợ Đông Xuyên tại thôn Mỹ Phước, trung tâm hành chính thuộc thôn Bình Đức.
Năm 1900, tỉnh Long Xuyên được thành lập gồm 3 đơn vị hành chính cấp quận: quận Châu Thành (phần đất thuộc huyện Tây Xuyên cũ), quận Thốt Nốt (phần đất căn bản thuộc huyện Phong Phú, phủ Tuy Biên cũ) và quận Chợ Mới (phần đất căn bản thuộc huyên Đông Xuyên và Vĩnh An của phủ Tân Thành cũ), trong đó có 8 tổng với 54 làng xã.
Năm 1917, địa bàn Long Xuyên hiện nay chỉ có hai làng là Bình Đức và Mỹ Phước, thuộc tổng Định Phước, quận Châu Thành, tỉnh Long Xuyên. Thời Pháp thuộc, làng Mỹ Phước vừa đóng vai trò là quận lỵ quận Châu Thành và là tỉnh lỵ tỉnh Long Xuyên.

### Giai đoạn 1945-1956
Về phía chính quyền Cách mạng, năm 1945 địa bàn thành phố Long Xuyên ngày nay thuộc huyện Châu Thành, tỉnh Long Xuyên. Năm 1947, thuộc tỉnh Long Châu Hậu. Đến năm 1950, thuộc tỉnh Long Châu Hà. Năm 1954, tỉnh Long Xuyên được tái lập, địa bàn thành phố Long Xuyên lúc đó trở lại thuộc tỉnh Long Xuyên.

### Giai đoạn 1956-1976

#### Việt Nam Cộng hòa
Ngày 22 tháng 10 năm 1956, Tổng thống Việt Nam Cộng hòa Ngô Đình Diệm ký Sắc lệnh 143/VN để "thay đổi địa giới và tên Đô thành Sài Gòn – Chợ Lớn cùng các tỉnh và tỉnh lỵ tại Việt Nam". Địa giới và địa danh các tỉnh ở miền Nam thay đổi nhiều, một số tỉnh mới được thành lập. Theo Sắc lệnh này, địa phận Việt Nam Cộng hoà gồm Đô thành Sài Gòn và 22 tỉnh. Lúc này tỉnh Châu Đốc và tỉnh Long Xuyên được sáp nhập để thành lập tỉnh mới có tên là tỉnh An Giang. Tỉnh lỵ tỉnh An Giang đặt tại Long Xuyên và vẫn giữ nguyên tên là "Long Xuyên", về mặt hành chánh thuộc xã Mỹ Phước, quận Châu Thành.
Như vậy, vùng đất Long Xuyên được chọn làm tỉnh lỵ của tỉnh An Giang mới thay cho Châu Đốc trước đó. Thời Việt Nam Cộng hòa, xã Mỹ Phước vẫn tiếp tục vừa đóng vai trò là quận lỵ quận Châu Thành và là tỉnh lỵ tỉnh An Giang.
Năm 1957, hai xã Bình Đức và Mỹ Phước được chia ra thành 5 xã là Bình Đức, Mỹ Hòa Hưng, Phước Đức (thuộc tổng Định Thành) và Mỹ Phước, Mỹ Thới (thuộc tổng Định Phước). Năm 1959, xã Phước Đức nhập vào xã Bình Đức và Mỹ Phước. Long Xuyên là tỉnh lỵ của tỉnh An Giang cho đến năm 1975.

#### Chính quyền Cách mạng
Năm 1956, chính quyền Mặt trận Dân tộc Giải phóng miền Nam Việt Nam và sau này là Chính phủ Cách mạng lâm thời Cộng hòa miền Nam Việt Nam cũng quyết định đặt vùng đất Long Xuyên thuộc huyện Châu Thành, tỉnh An Giang. Năm 1957, tách một phần đất của huyện Châu Thành để thành lập thị xã Long Xuyên trực thuộc tỉnh An Giang. Năm 1971, sau khi tách đất tỉnh An Giang để thành lập tỉnh Châu Hà, thị xã Long Xuyên vẫn thuộc tỉnh An Giang.
Tháng 5 năm 1974, thị xã Long Xuyên lại thuộc tỉnh Long Châu Hà theo Hội nghị thường trực của Trung ương Cục miền Nam.
Sau ngày 30 tháng 4 năm 1975, chính quyền quân quản Cộng hòa miền Nam Việt Nam ban đầu vẫn đặt thị xã Long Xuyên trực thuộc tỉnh Long Châu Hà cho đến đầu năm 1976.

### Từ năm 1976 đến nay
Tháng 2 năm 1976, thị xã Long Xuyên trở lại thuộc tỉnh An Giang, đồng thời vẫn tiếp tục đóng vai trò là tỉnh lỵ tỉnh An Giang. Thị xã Long Xuyên ban đầu bao gồm 4 xã: Bình Đức, Mỹ Bình, Phước Mỹ và Mỹ Phước.
Ngày 27 tháng 1 năm 1977, sáp nhập xã Mỹ Thới thuộc huyện Châu Thành vào thị xã Long Xuyên.
Ngày 1 tháng 3 năm 1977, theo Quyết định số 239/TCUB của Ủy ban nhân dân tỉnh An Giang, thị xã Long Xuyên bao gồm 4 phường: Bình Đức, Mỹ Bình, Mỹ Long, Mỹ Phước và 2 xã: Mỹ Hòa, Mỹ Thới.
Ngày 25 tháng 4 năm 1979, tách một phần diện tích và dân số của phường Bình Đức để thành lập thị trấn An Châu (thị trấn huyện lỵ huyện Châu Thành).
Ngày 23 tháng 8 năm 1979, sáp nhập xã Mỹ Hòa Hưng thuộc huyện Châu Thành vào thị xã Long Xuyên.
Ngày 12 tháng 1 năm 1984, Hội đồng Bộ trưởng ban hành Quyết định số 8-HĐBT về việc phân vạch địa giới phường, thị trấn và một số xã thuộc tỉnh An Giang. Theo đó:
- Thành lập phường Mỹ Xuyên trên cơ sở điều chỉnh một phần diện tích và dân số của phường Mỹ Long và xã Mỹ Hòa.
- Thành lập xã Mỹ Khánh trên cơ sở điều chỉnh một phần diện tích và dân số của xã Mỹ Hòa và phường Bình Đức.
- Thành lập xã Mỹ Thạnh trên cơ sở điều chỉnh một phần diện tích và dân số của xã Mỹ Thới.

Ngày 1 tháng 3 năm 1999, Chính phủ ban hành Nghị định số 09/1999/NĐ-CP. Theo đó, thành lập thành phố Long Xuyên trên cơ sở toàn bộ 10.687 ha diện tích tự nhiên và 245.149 người của thị xã Long Xuyên.
Sau khi thành lập, thành phố Long Xuyên có 5 phường và 5 xã.

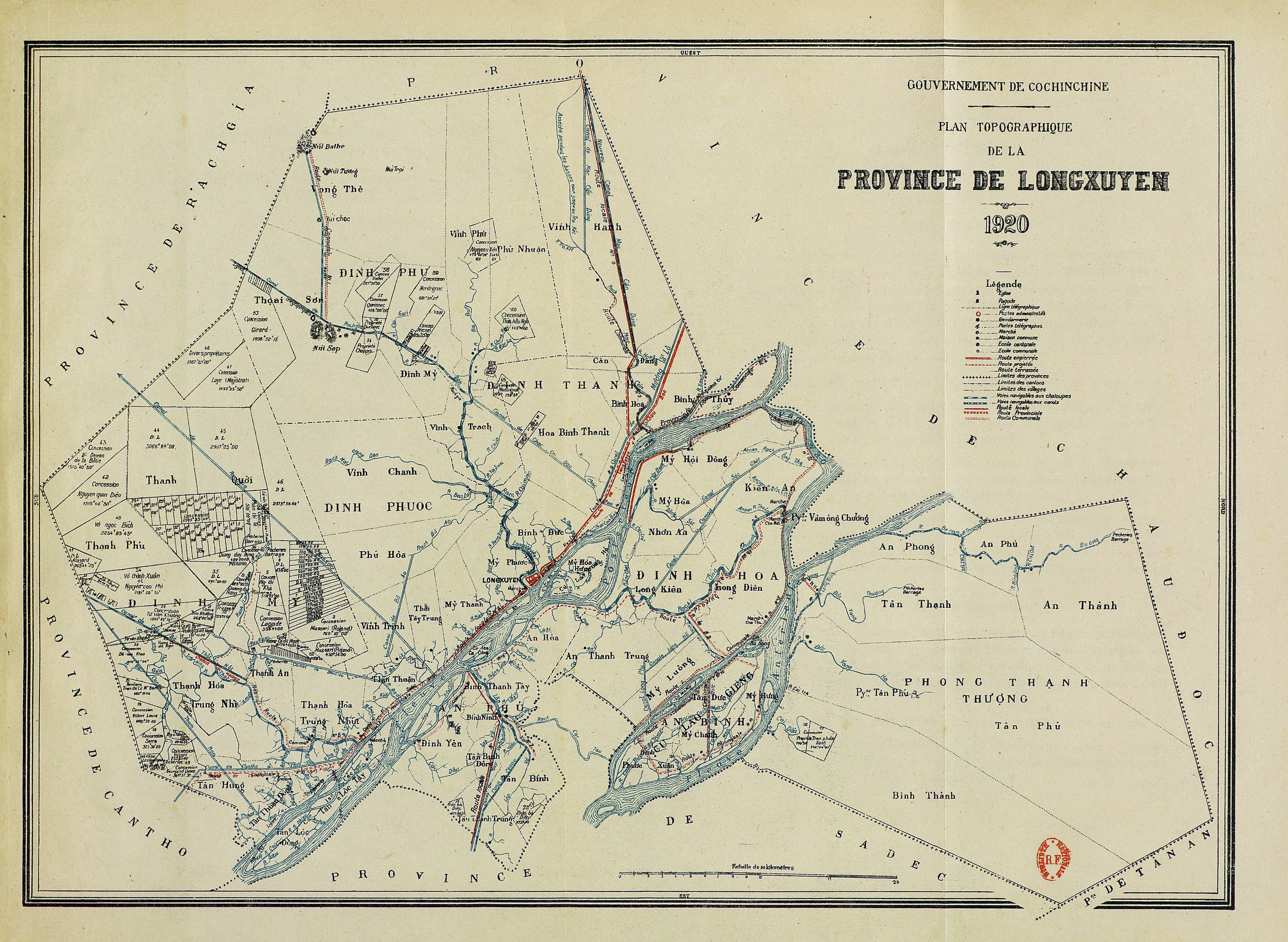
Tỉnh lỵ Long Xuyên trong bản đồ tỉnh Long Xuyên của Nam Kỳ thuộc Pháp năm 1920

Ngày 2 tháng 8 năm 1999, Chính phủ ban hành Nghị định số 64/1999/NĐ-CP. Theo đó:
- Chuyển 2 xã Mỹ Thạnh và Mỹ Thới thành 2 phường có tên tương ứng.
- Thành lập phường Bình Khánh trên cơ sở điều chỉnh một phần diện tích và dân số của phường Bình Đức.
- Thành lập phường Mỹ Quý trên cơ sở điều chỉnh một phần diện tích và dân số của phường Mỹ Phước.

Ngày 12 tháng 4 năm 2005, Chính phủ ban hành Nghị định số 52/2005/NĐ-CP. Theo đó, thành lập phường Đông Xuyên trên cơ sở điều chỉnh một phần diện tích và dân số của phường Mỹ Xuyên, chuyển xã Mỹ Hòa thành phường Mỹ Hòa.
Ngày 14 tháng 4 năm 2009, Thủ tướng Chính phủ ban hành Quyết định số 474/QĐ-TTg, công nhận thành phố Long Xuyên là đô thị loại II.
Ngày 23 tháng 7 năm 2020, Thủ tướng Chính phủ ban hành Quyết định số 1078/QĐ-TTg, công nhận thành phố Long Xuyên là đô thị loại I trực thuộc tỉnh An Giang.
Ngày 14 tháng 11 năm 2024, Ủy ban Thường vụ Quốc hội ban hành Nghị quyết số 1285/NQ-UBTVQH15 về việc sắp xếp đơn vị hành chính cấp xã thuộc tỉnh An Giang giai đoạn 2023 – 2025 (nghị quyết có hiệu lực từ ngày 1 tháng 1 năm 2025). Theo đó, sáp nhập phường Đông Xuyên vào phường Mỹ Xuyên.
Thành phố Long Xuyên có 10 phường và 2 xã như hiện nay.

## Kinh tế - xã hội

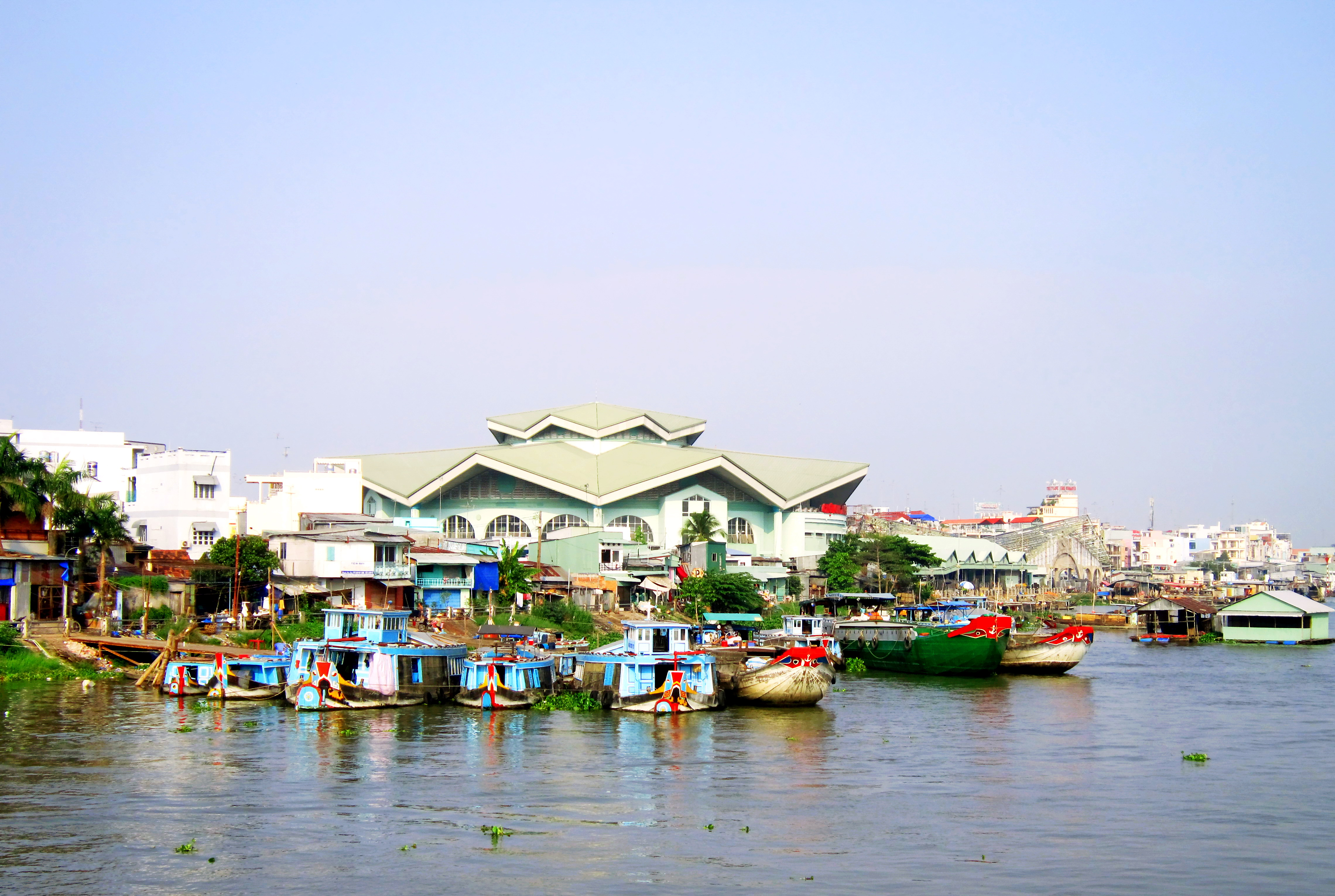
Chợ Long Xuyên bên bờ sông Hậu

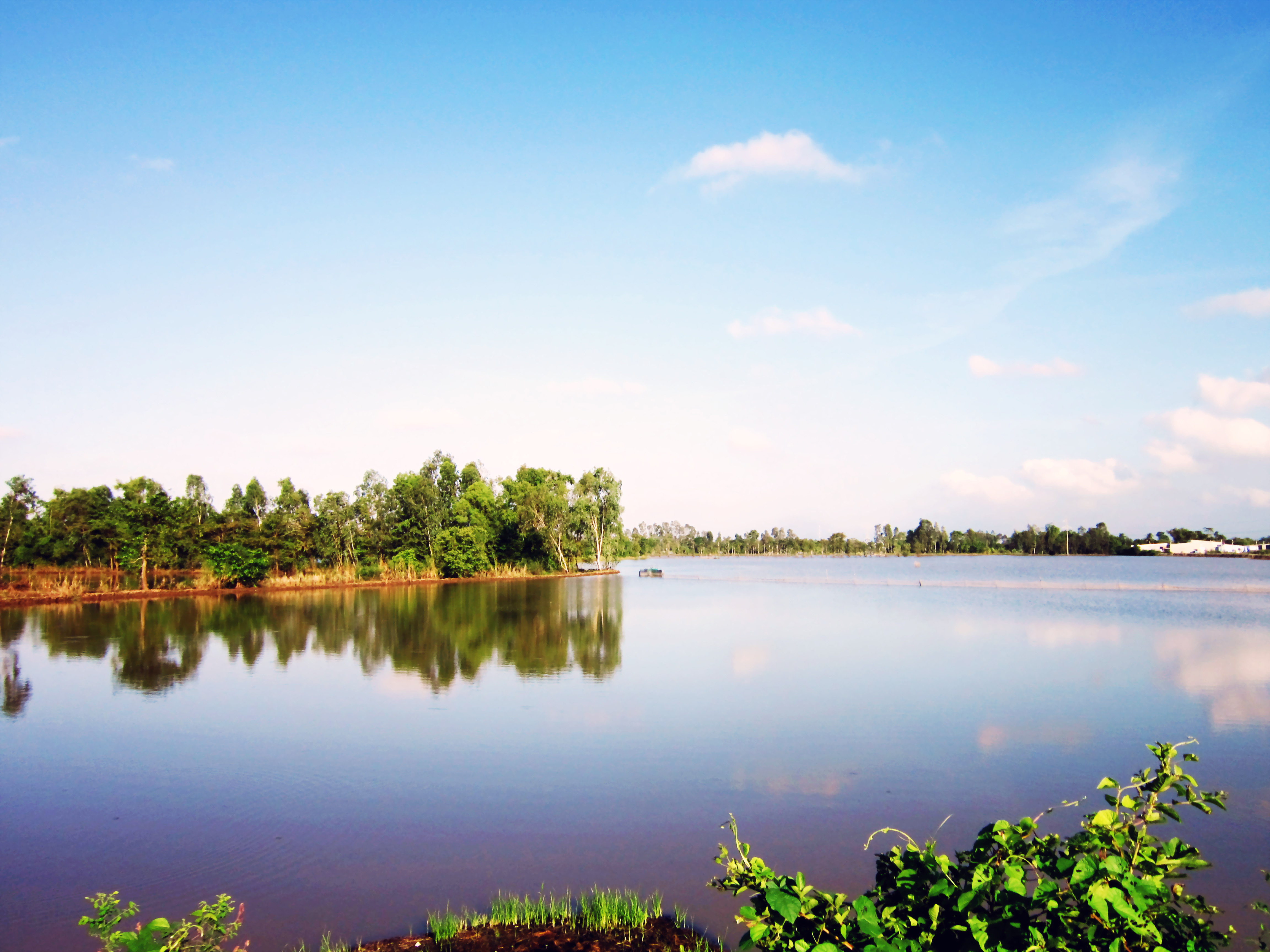
Một cánh đồng ở Long Xuyên vào mùa nước nổi

Thành phố Long Xuyên có lợi thế kết nối thuận lợi với các vùng của quốc gia, quốc tế, nằm trên điểm giao của các tuyến giao thông trọng yếu của vùng Đồng bằng sông Cửu Long và chỉ cách sân bay quốc tế Cần Thơ khoảng 60 km.
Thành phố cũng có điều kiện thuận lợi cho phát triển công nghiệp dựa trên lợi thế có cảng Mỹ Thới là cảng hoạt động có hiệu quả thứ 2 ở vùng Đồng bằng sông Cửu Long, có thể tiếp nhận tàu 10.000DWT, đang mở rộng kho bãi nâng công suất cảng lên 3,5 triệu tấn/năm.
Với thế mạnh thương mại nội địa và xuất nhập khẩu, thành phố Long Xuyên hiện là đô thị có tỷ trọng thương mại dịch vụ (chiếm 81,5% trong cơ cấu kinh tế), cao nhất trong hệ thống 12 đô thị tỉnh lỵ của vùng Đồng bằng sông Cửu Long.?
Năm 1818, quan trấn thủ trấn Vĩnh Thanh là Thoại Ngọc Hầu cho đào kênh nối rạch Đông Xuyên với rạch Giá, chợ Đông Xuyên (tức chợ Long Xuyên) đã sớm trở thành đầu mối giao lưu hàng hóa quan trọng của tỉnh. Hiện nay, cả 11 phường và 2 xã đều có chợ, riêng chợ Long Xuyên (thuộc phường Mỹ Long) là chợ chính và sầm uất nhất tỉnh.
Nhìn chung, Long Xuyên là một thành phố khá phát triển về thương mại (chủ yếu là mua bán lúa gạo) và công nghiệp chế biến thủy sản (như cá basa), với hơn sáu nhà máy và hơn chục ngàn công nhân.
Năm 2008, tổng diện tích gieo trồng toàn TP. Long Xuyên gần 11.600 ha, đạt sản lượng lương thực 72.314 tấn; thủy sản có 527 bè cá và 229 ha mặt nước nuôi trồng thu hoạch 33.385 tấn; chăn nuôi gia súc, gia cầm cũng đạt sản lượng thịt 3.700 tấn...
Ngành Công nghiệp chế biến lương thực - thực phẩm, thì: Ở TP. Long Xuyên có khoảng 90 nhà máy xay xát-lau bóng gạo, 8 nhà máy chế biến thủy sản, 1 nhà máy chế biến nông sản và rau quả xuất khẩu Bình Khánh và 1 Nhà máy thức ăn gia súc Afiex. Các cơ sở chế biến nước mắm và nước chấm có tiếng như: Vị Hương, Cửu Long, Miền Tây Mitaco, Hương Sen...
Ngoài ra, nơi đây hiện có 14 ngành nghề truyền thống đang tồn tại, gồm: se nhang, làm bánh tráng, làm lưỡi câu, làm len, đồ sắt, làm dầm chèo, đan đát, chằm nón, dệt, đóng xuồng ghe, làm cẩm thạch v.v...đã hình thành từ hàng chục năm nay.
Hiện nay, thành phố đang triển khai xây dựng khu đô thị Sao Mai Bình Khánh 5 nằm trên địa bàn phường Bình Khánh. Khu đô thị Diamond City hay còn gọi là khu đô thị Tây Sông Hậu nằm trên địa bàn phường Mỹ Phước, Mỹ Quý và phường Mỹ Long, khu đô thị Golden City ở phường Mỹ Hòa, khu đô thị bắc Long Xuyên ở phường Bình Đức, khu đô thị T&T Long Xuyên ở phường Mỹ Bình, khu đô thị Tây Nam thành phố Long Xuyên.

### Hạ tầng
Hiện nay, trên địa bàn thành phố Long Xuyên đã và đang hình thành một số khu đô thị mới như khu đô thị Sao Mai, khu đô thị Golden City, khu đô thị Diamond City (Tây Sông Hậu), khu đô thị Tây Nam Long Xuyên, khu đô thị bắc Long Xuyên, khu đô thị T&T Long Xuyên...
Năm 2019, tổng mức bán lẻ hàng hóa và doanh thu dịch vụ tiêu dùng của Long Xuyên đạt mức 30.542 tỷ đồng, chiếm 28% giá trị của tỉnh. Tốc độ tăng tưởng GDP giai đoạn 2017 – 2019 đạt mức 10,25%. Kinh tế phát triển,GRDP bình quân đầu người ở thành phố tăng cao, đạt mức 132 triệu đồng/người/năm. Cũng trong năm 2019, tỷ lệ hộ nghèo giảm xuống chỉ còn 0,03%. Tổng thu ngân sách năm 2020 khoảng 1.028 tỷ đồng, chi ngân sách là 1.098 tỷ đồng.

### Giáo dục

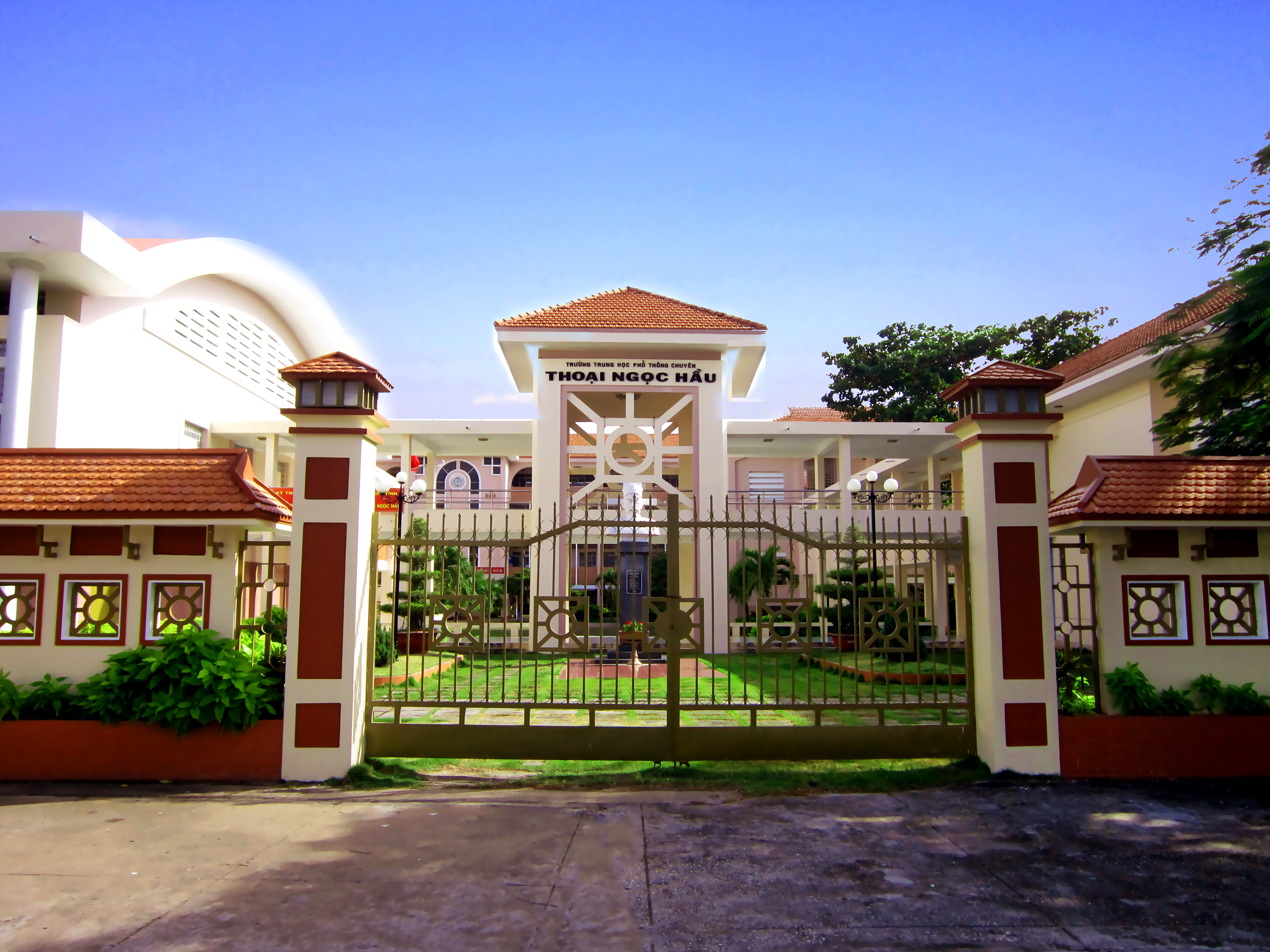
Trường THPT chuyên Thoại Ngọc Hầu ở phường Mỹ Bình, thành phố Long Xuyên

Trước năm 1886, ở Long Xuyên chỉ có những trường làng dạy chữ Nho và trường tổng dạy chữ quốc ngữ. Năm 1886, mới có Trường tiểu học Pháp Việt (là trường xưa nhất của tỉnh, nay là Trường Tiểu học Nguyễn Du). Năm 1917, hình thành "Long Xuyên khuyến học hội" với vai trò tích cực của Hồ Biểu Chánh. Năm 1929, Ở Long Xuyên có 1 trường nam, 1 trường nữ với 1.144 học sinh. Ngoài ra, còn có trường nội trú Trần Minh (vị trí ở Trường THCS Nguyễn Trãi và Trường Tiểu học Châu Văn Liêm hiện nay) với 105 học sinh và một trường người Hoa (bang Quảng Đông) với 30 học sinh. Sau 1930, trường nội trú Trần Minh có mở các lớp nội trú đầu lớp Cao đẳng Tiểu học.
Ngày 12 tháng 11 năm 1948, với sự cho phép của tỉnh trưởng Nguyễn Ngọc Thơ, trường Trung học mang tên Collège de Long Xuyên khai giảng khóa đầu tiên, gồm 76 học sinh. Tháng 2 năm 1952, trường được đổi tên thành Trường Trung học Thoại Ngọc Hầu. Khoảng cuối thập niên 50, đầu thập niên 60 Long Xuyên có Trường Trung học Tư thục Khuyến Học

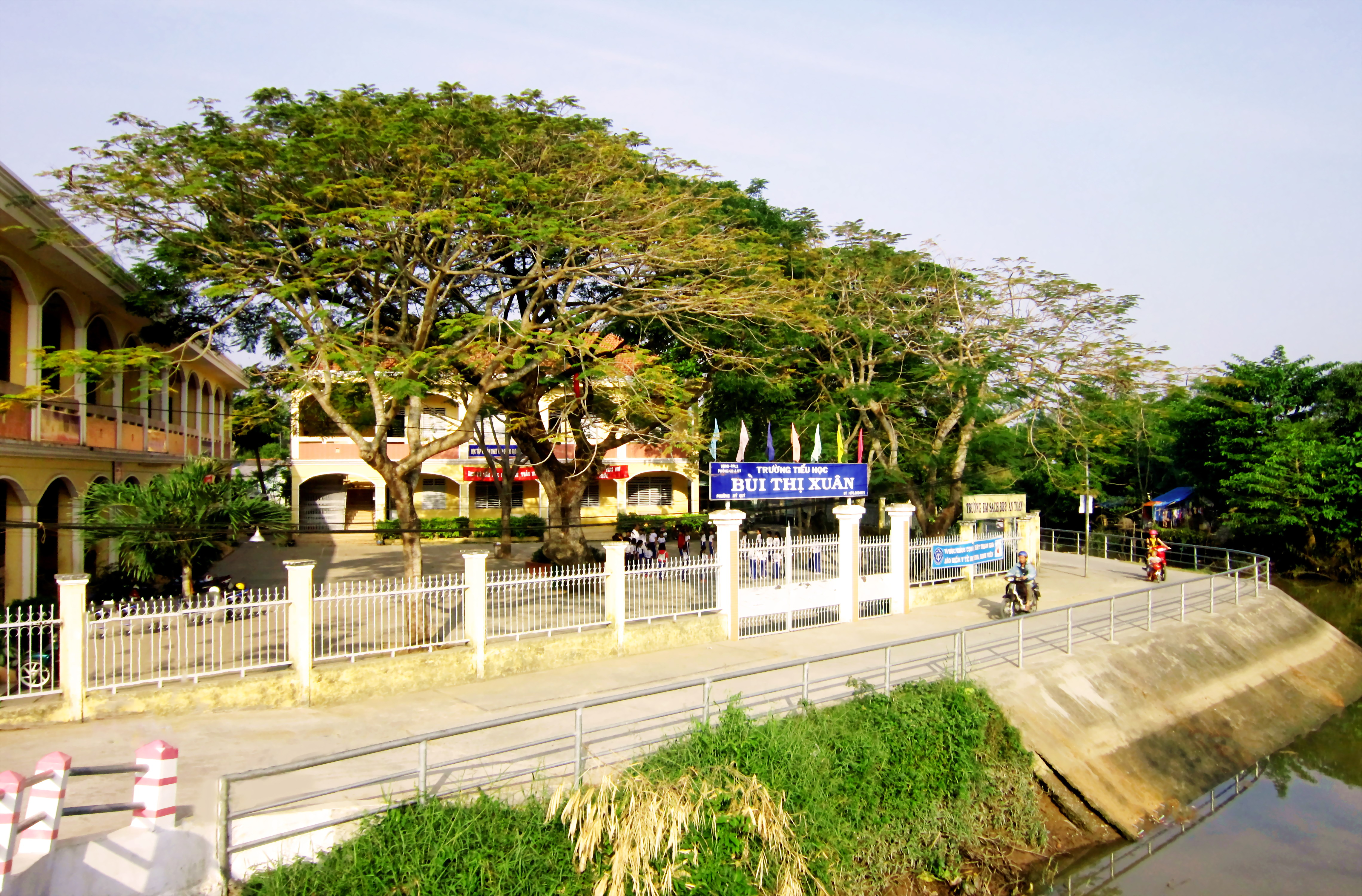
Trường Tiểu học Bùi Thị Xuân ở phường Mỹ Quý, Long Xuyên

Từ năm 1962 cho đến 1975, ngoài hai trường công lập là Trường Trung học Tổng hợp Thoại Ngọc Hầu (nay là Trường Trung học phổ thông chuyên Thoại Ngọc Hầu), Trường Trung học Tổng hợp Chưởng Binh Lễ (nay là một phần của Trường Đại học An Giang), các trường trung học tư dạy đến các lớp đệ nhị cấp (nay được gọi là cấp trung học phổ thông) cũng lần lượt ra đời, như: Trường Hoa Liên, Trường Bồ Đề, Trường Phụng Sự (nay là Trường THPT Long Xuyên)...
Về trung học chuyên nghiệp, có Trường Trung học Kỹ thuật An Giang (thành lập năm 1962), Trường Trung học Nông Lâm Súc (thành lập năm 1963), Trường Sư phạm Long Xuyên (thành lập năm 1969), Trường nữ hộ sinh quốc gia (thành lập năm 1970)...
Năm 1972, Giáo hội Phật giáo Hòa Hảo mở Viện Đại học Hòa Hảo tại Long Xuyên, có khoảng 2.000 sinh viên theo học 5 phân khoa: Văn chương, Thương mại-Ngân hàng, Bang giao quốc tế, Khoa học quản trị và Sư phạm. Năm 1974, Giáo hội Thiên Chúa giáo nâng cấp Chủng viện Tê rê xa thành Đại chủng viện thánh Thomas để đào tạo cấp linh mục.
Sau 30 tháng 4 năm 1975, chính quyền mới đã nhanh chóng tiếp quản, cho sửa chữa và thành lập thêm nhiều trường lớp ở khắp các phường xã trong thành phố.
Tháng 12 năm 1999, Trường Đại học An Giang được thành lập tại địa chỉ 25 Võ Thị Sáu, Long Xuyên, An Giang. Đây là trường đại học công lập thứ hai ở vùng Đồng bằng sông Cửu Long.

### Y tế
Xưa, như mọi vùng miền khác, ở Long Xuyên mỗi khi người dân bị bệnh thường được chữ trị bằng thuốc Nam, thuốc Bắc. Mãi đến năm 1910, Bệnh viện Long Xuyên mới được xây dựng, nhưng vào năm 1929 cũng chỉ có 4 trại bệnh, 2 nhà bảo sanh với 1 bác sĩ, 5 y tá và vài ba dì phước.
Trước năm 1975, cơ sở y tế của Long Xuyên có khoảng 500 giường bệnh.
Hiện nay, Long Xuyên là trung tâm y tế lớn nhất tỉnh, ngoài các phòng khám tư nhân Đông y lẫn Tây y, Long Xuyên còn có hai bệnh viện tư là Hạnh Phúc và Bình Dân, cùng hai bệnh viện công mang tên Bệnh viện Đa khoa Trung tâm tỉnh An Giang và Bệnh viện Đa khoa thành phố Long Xuyên nhằm phục vụ việc phòng và khám chữa bệnh cho người dân. Bệnh viện Đa khoa Trung tâm An Giang quy mô lớn với 10 tầng, 600 giường bệnh và là bệnh viện đầu tiên ở ĐBSCL có sân đỗ trực thăng.
Long Xuyên còn có Bệnh viện Tim mạch, khám chữa bệnh liên quan đến tim mạch cho người dân trong tỉnh và cả các tỉnh lân cận. Ngoài ra còn có Bệnh viện Mắt, Răng - Hàm - Mặt, Tai - Mũi - Họng.

## Văn hóa - du lịch

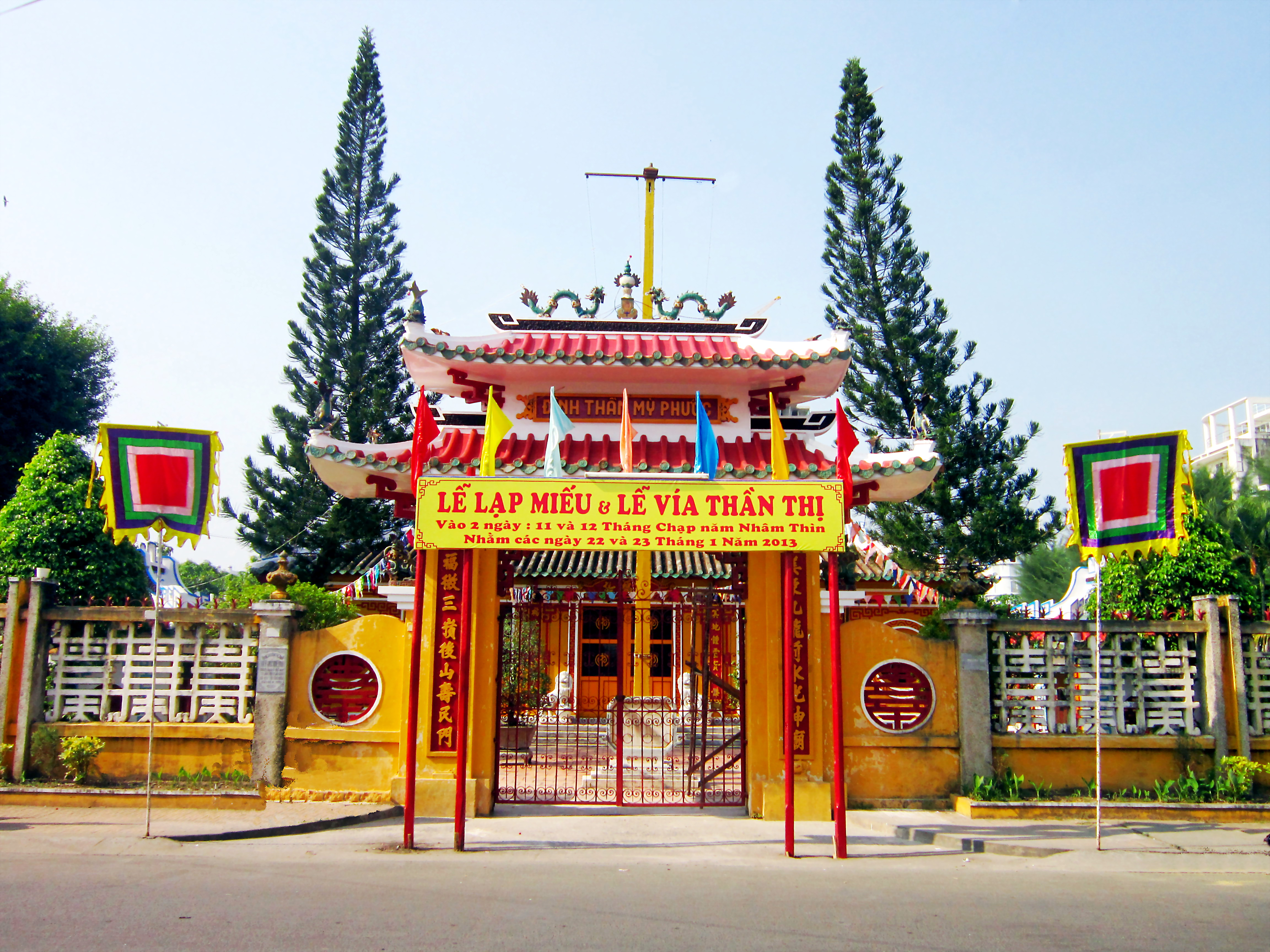
Đình Mỹ Phước ở nội ô thành phố Long Xuyên

Nhà văn Sơn Nam nhận xét: Long Xuyên là một thị xã (nay đã là thành phố) mãi còn trẻ, theo kịp đà tiến triển của cả nước, tuy ở xa thủ đô. Được như thế, nhờ truyền thống yêu nước, nhờ nếp sống cởi mở, hiếu khách. Quanh thị xã, với sông sâu nước chảy, với cây xanh, ta gặp vài kiểu nhà sàn đẹp mắt, định hình để thích nghi với cơn lụt hàng năm. Kỹ thuật nấu ăn, bánh trái có thể bảo là không kém hoặc hơn hẳn nhiều vùng trong đồng bằng. Đáng kể nhứt là đội ngũ nhà văn, nhà thơ, nhà soạn nhạc khá hùng mạnh, tài hoa, nhiều người thuộc tầm cỡ lớn...
Ông Lê Minh Tùng, Hiệu trưởng Trường Đại học An Giang đã cho biết:
An Giang trong đó có Long Xuyên là một vùng đất mới, những cư dân lớp đầu phần lớn ở vùng Ngũ Quảng vào với hai bàn tay trắng. Trong tình cảnh đó, hành trang tinh thần, đó là đạo lý "trung-hiếu-tiết-nghĩa"; là 'lá lành đùm lá rách", "một cây làm chẳng nên non"; là "ơn đền nghĩa trả", "ân oán phân minh", căm ghét kẻ bội phản. Về sau, khi công cuộc khai khẩn đi dần vào ổn định, người dân trở nên rộng rãi, phóng khoáng, trọng nhân nghĩa và có tính bao dung hơn. Ngày nay, ngoài những tính cách trên, tính năng động, ít bảo thủ, thích tiếp thu cái mới ngày càng thể hiện rõ nét trong quá trình làm ăn kinh tế và sản xuất nông nghiệp... Tính cách và lối sống của người dân An Giang trong đó có Long Xuyên khá tiêu biểu cho một nền văn minh sông nước (như tập quán làm nhà sàn, nhóm chợ trên sông, nuôi cá trong lồng bè, dùng ghe xuồng để đi lại và mua bán...) mà nhà văn Sơn Nam đã gọi một cách nôm na là văn minh miệt vườn.
- Năm 1876, Châu Đốc và Long Xuyên mở nhà "dây thép" do người Pháp chỉ huy, người Việt vào tập sự, gọi là "điển sinh" (học sinh Bưu điện)[27]
- Năm 1904, ông Phan Bội Châu vào Sài Gòn, ghé Mỹ Tho, Cao Lãnh, Sa Đéc rồi đến Bảy Núi, hy vọng tìm vài nhân vật của phong trào "trung quân ái quốc" còn sót lại...Tương truyền ông Phan cũng đã ghé chùa Minh Sư, ở chợ Long Xuyên.[27]
- Năm 1927 nhà máy đầu tiên của tỉnh đặt tại Vàm Cống.[27]
- Cuối năm 1930, chợ Long Xuyên bắt đầu có điện, do công ty Điện từ Cần Thơ tải sang.[27]
- Tháng 7 năm 1917, kịch nghệ mới (hát cải lương) xuất hiện, thử nghiệm ở chợ Long Xuyên, do sáng kiến của Hồ Biểu Chánh, bấy giờ đang tích cực hoạt động trong "Hội Khuyến Học Long Xuyên"[28]. Buổi hát này cùng thời điểm với Gò Công và sớm hơn buổi ra mắt "Cải lương kịch xã" thử nghiệm tại rạp Eden Sài Gòn đến 2 tháng. Trong tình hình bấy giờ, quả là đi tiên phong. Năm 1919, tuồng Ô Thước do Tổng đốc An-Hà là Cao Hữu Dực sáng tác, được đem ra diễn tại Long Xuyên nhân dịp Phạm Quỳnh ghé thăm. Trong quyển "Nghệ thuật sân khấu Việt Nam", Trần Văn Khải ghi đoàn hát Sĩ Đồng Ban thành lập ở Long Xuyên, trong buổi đầu.[27]
- Đồng thời với An Hà báo của Cần Thơ, vào tháng 1 năm 1918, Đại Việt tạp chí ra hàng tháng. Đây là tờ báo chính thức của Long Xuyên Hội Khuyến học Long Xuyên do Hồ Biểu Chánh, Đặng Thúc Liêng, Lê Thường Tiên phụ trách.
- Ngày đua xe đạp phát triển sớm ở Long Xuyên, tháng 7 năm 1925, bày cuộc đua xe Long Xuyên - Châu Đốc và ngược lại. Phụ nữ Long Xuyên theo nhịp sinh hoạt mới, đã mạnh dạn đi xe đạp như nam giới (năm 1927, ở chợ Long Xuyên có tổ chức cuộc đua xe đạp dành cho phụ nữ). Nên biết, năm 1916 vài cô gái ở Sài Gòn chạy đua xe đạp với nhau, bị dư luận cho là quá tân thời, có bài vè "Cô Ba, cô Sáu đua xe máy".[27]
- Năm 1925, thi sĩ Tản Đà vào Nam. Trong khoảng thời gian này ông có ghé thăm Long Xuyên, và nhà thơ...đã "thương nhớ" mắm.

Hà tươi cửa biển Tu Ran,
Long Xuyên chén mắm, Nghệ An chén cà. (Thú ăn chơi)
- Xưa có câu: Trai Nhân Ái, gái Long Xuyên.

Nhà văn Sơn Nam giải thích: Trai Nhân Ái (Phong Điền, thuộc Cần Thơ) giỏi nghề đóng tam bản, ghe hầu. Gái Long Xuyên giỏi khắp miền với bánh trái, thêu thùa, may vá.

### Di tích - thắng cảnh
Ở Long Xuyên có ba di tích được xếp hạng cấp quốc gia, đó là: Ngôi nhà lưu niệm thời niên thiếu của Chủ tịch Tôn Đức Thắng, Đình Mỹ Phước và Bắc Đế miếu (tức chùa Ông Bắc). Năm 2012, Khu lưu niệm chủ tịch Tôn Đức Thắng đã được xếp hạng là di tích quốc gia đặc biệt
Ngoài ra, Long Xuyên còn có công viên Nguyễn Du, nhà thờ chính toà Long Xuyên, quảng trường Hai Bà Trưng, chợ nổi Long Xuyên,... được nhiều du khách tìm đến tham quan.
Công viên Nguyễn Du rộng khoảng 0,3 km² cận kề bên sông Hậu. Nơi trung tâm khuôn viên là một hồ nước tự nhiên, khiến phong cảnh nơi đây thêm đẹp và thoáng mát.
Chợ nổi Long Xuyên là nơi tập trung hàng trăm xuồng, ghe từ khắp nơi đến để mua bán hàng hóa (chủ yếu là hàng nông sản). Ai bán loại nào sẽ treo hàng ("bẹo" hàng) trên cây sào cao để người mua dễ nhận biết. Chợ nổi chỉ hoạt động từ khoảng 5 giờ sáng đến 10 giờ mỗi ngày...

## Giao thông
Tên đường ở thành phố Long Xuyên trước năm 1975:
- Đường Phan Thanh Giản nay là đường Huỳnh Văn Hây.
- Đường Thành Thái nay là đường Ngô Gia Tự.
- Đường Châu Văn Tiếp nay là đường Nguyễn Văn Cưng.
- Đại lộ Phạm Hồng Thái nay là hai đường Nguyễn Huệ A và Nguyễn Huệ B.
- Đường Nguyễn An Ninh nay là đường Lý Tự Trọng.
- Đường Trương Vĩnh Ký nay là đường Nguyễn Thị Minh Khai.
- Đại lộ Tự Do nay là đường Nguyễn Trãi.
- Đường Trần Hưng Đạo và Liên tỉnh 9 nay là đường Trần Hưng Đạo.
- Đường Đồng Khánh nay là đường Hùng Vương.
- Đường Lê Văn Duyệt nay là đường Lương Văn Cù.
- Công trường Đốc Binh Vàng nay là đường Phan Thành Long và Đoàn Văn Phối.
- Đường Võ Tánh và Trưng Nữ Vương nay là đường Hai Bà Trưng.
- Đường Quang Trung nay là đường Lê Minh Ngươn.
- Bến Chưởng Binh Lễ nay là đường Lê Thị Nhiên
- Đường Nguyễn Trãi nay là đường Nguyễn Văn Sừng.
- Đường Liên xã số 1 nay là đường Hà Hoàng Hổ.
- Đường Hùng Vương nay là đường Lê Văn Nhung.
- Đường Nguyễn Tri Phương nay là đường Lê Hồng Phong.
- Đường Đỗ Hữu Vị nay đường Nguyễn Đăng Sơn.
- Đường Tạ Thu Thâu nay là đường Nguyễn Thanh Sơn.
- Đường Gia Long nay là đường Tôn Đức Thắng.
- Đường Liêu Tường Thái nay là đường Lê Triệu Kiết.
- Đường Ngô Văn Nhung nay là đường Châu Văn Liêm.
- Đường Phạm Ngũ Lão nay là đường Lê Lai.

## Hình ảnh

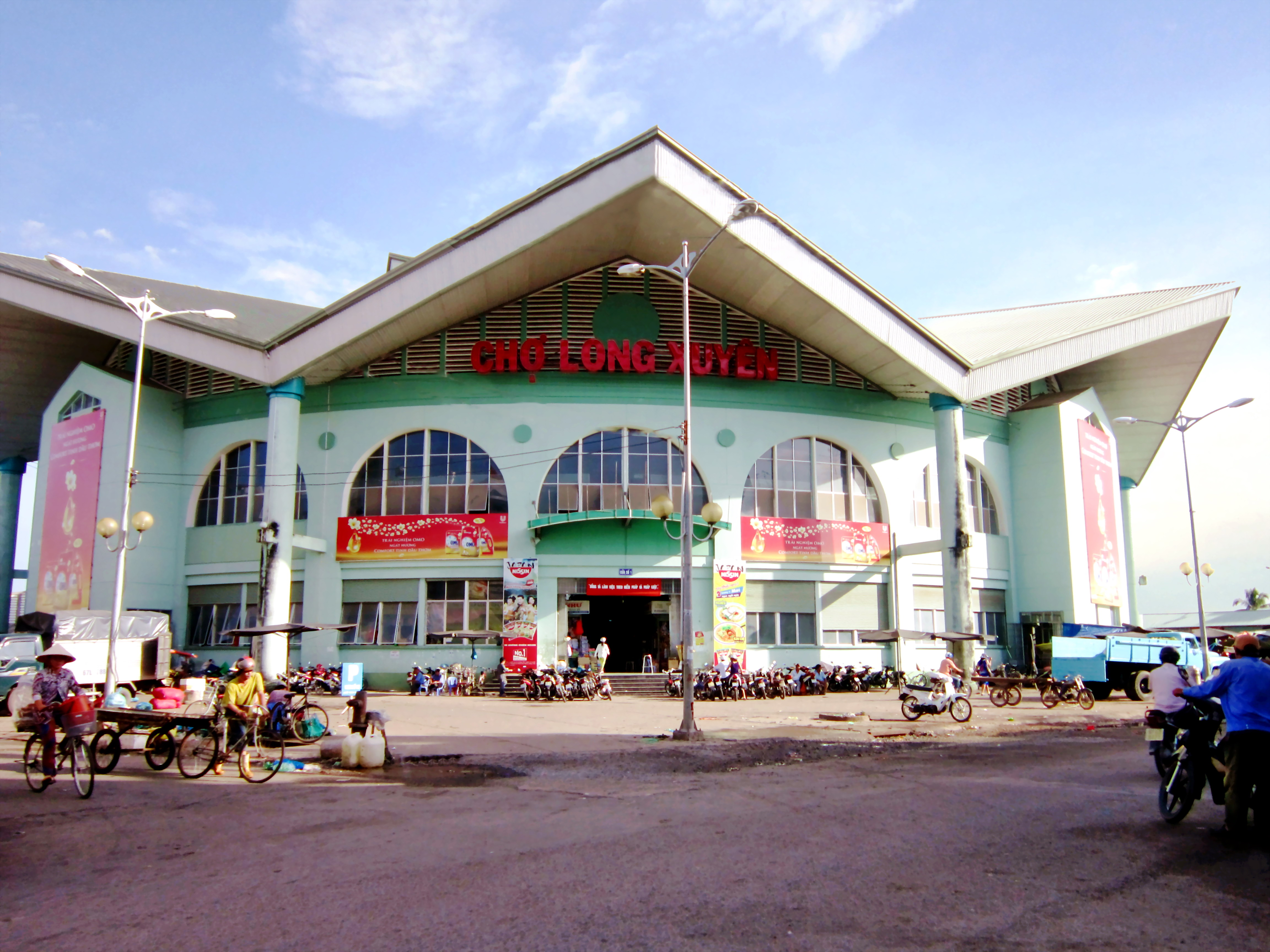
Chợ Long Xuyên - phường Mỹ Long
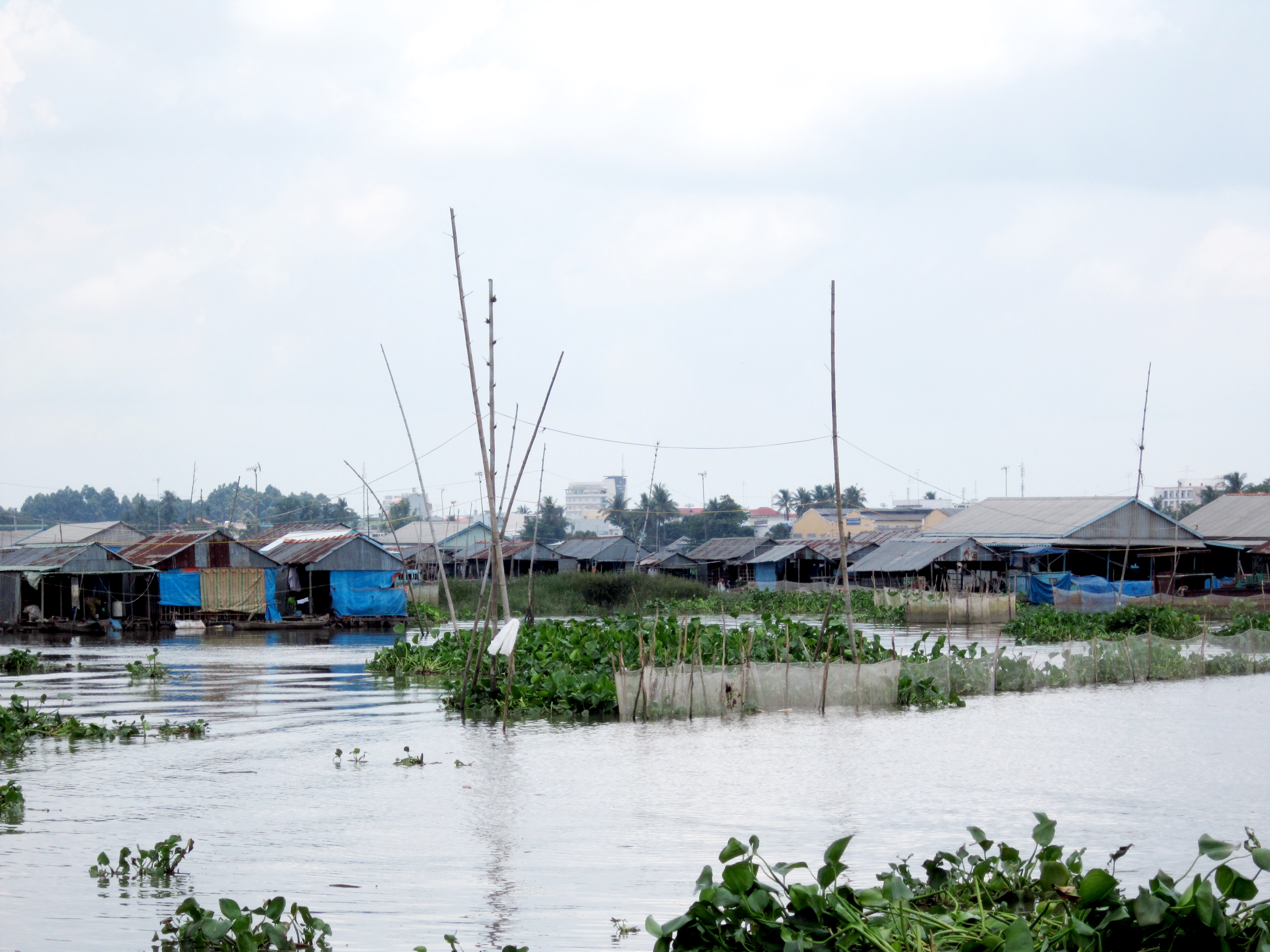
Nuôi cá bè trên sông Hậu, cạnh cù lao Mỹ Hòa Hưng.
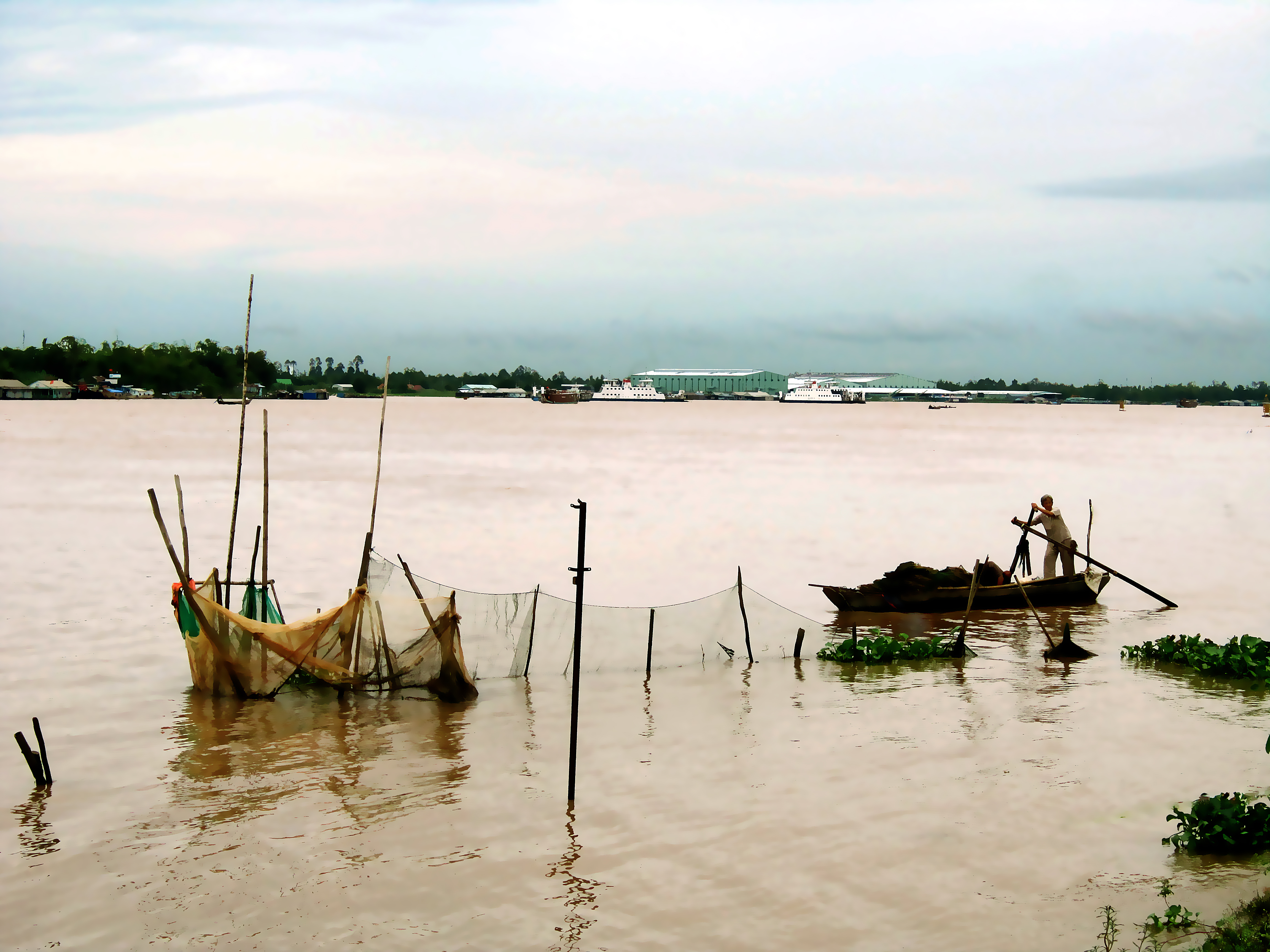
Sông Hậu, đoạn chảy qua thành phố Long Xuyên.
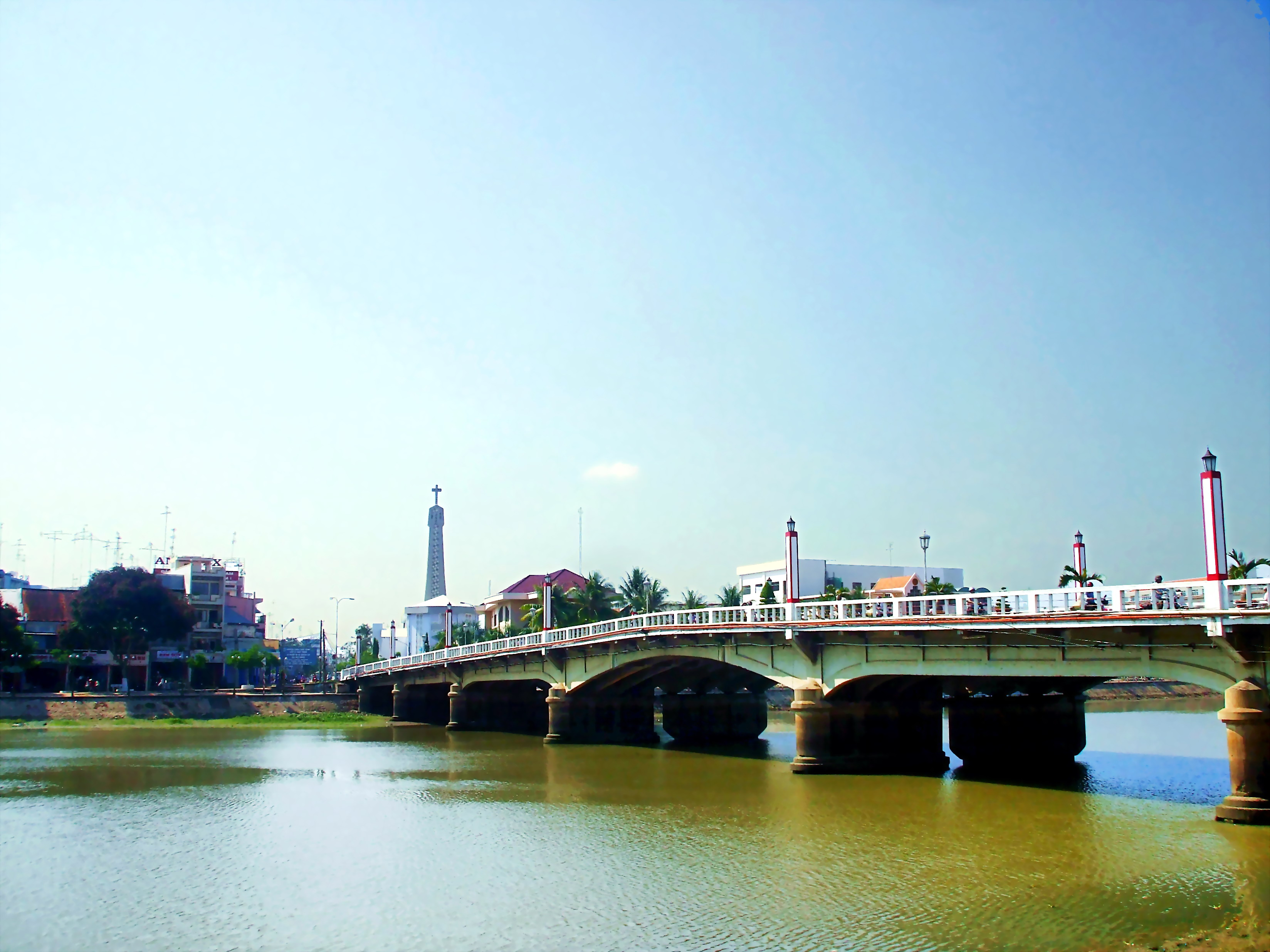
Cầu Hoàng Diệu.
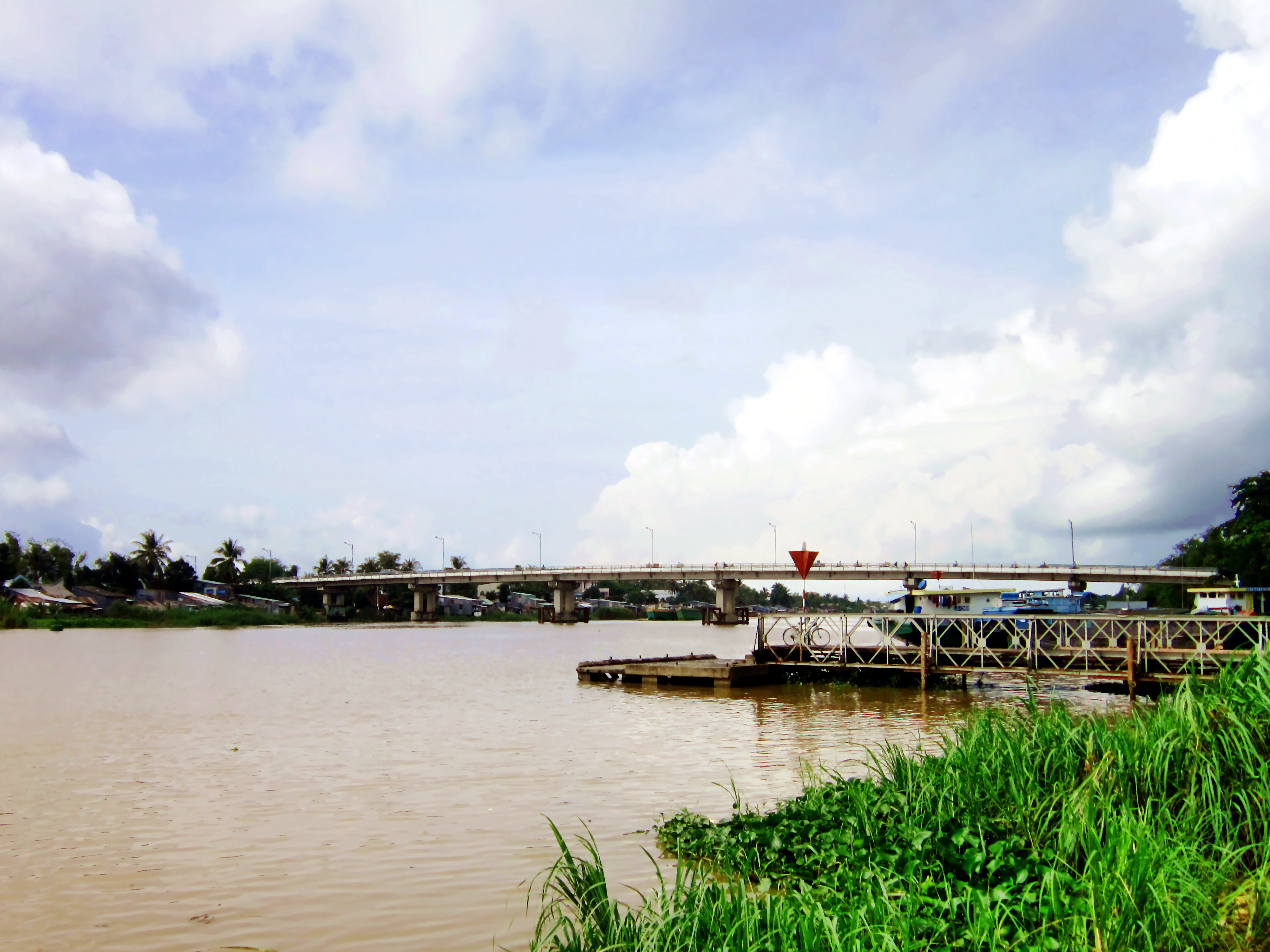
Cầu Tôn Đức Thắng.
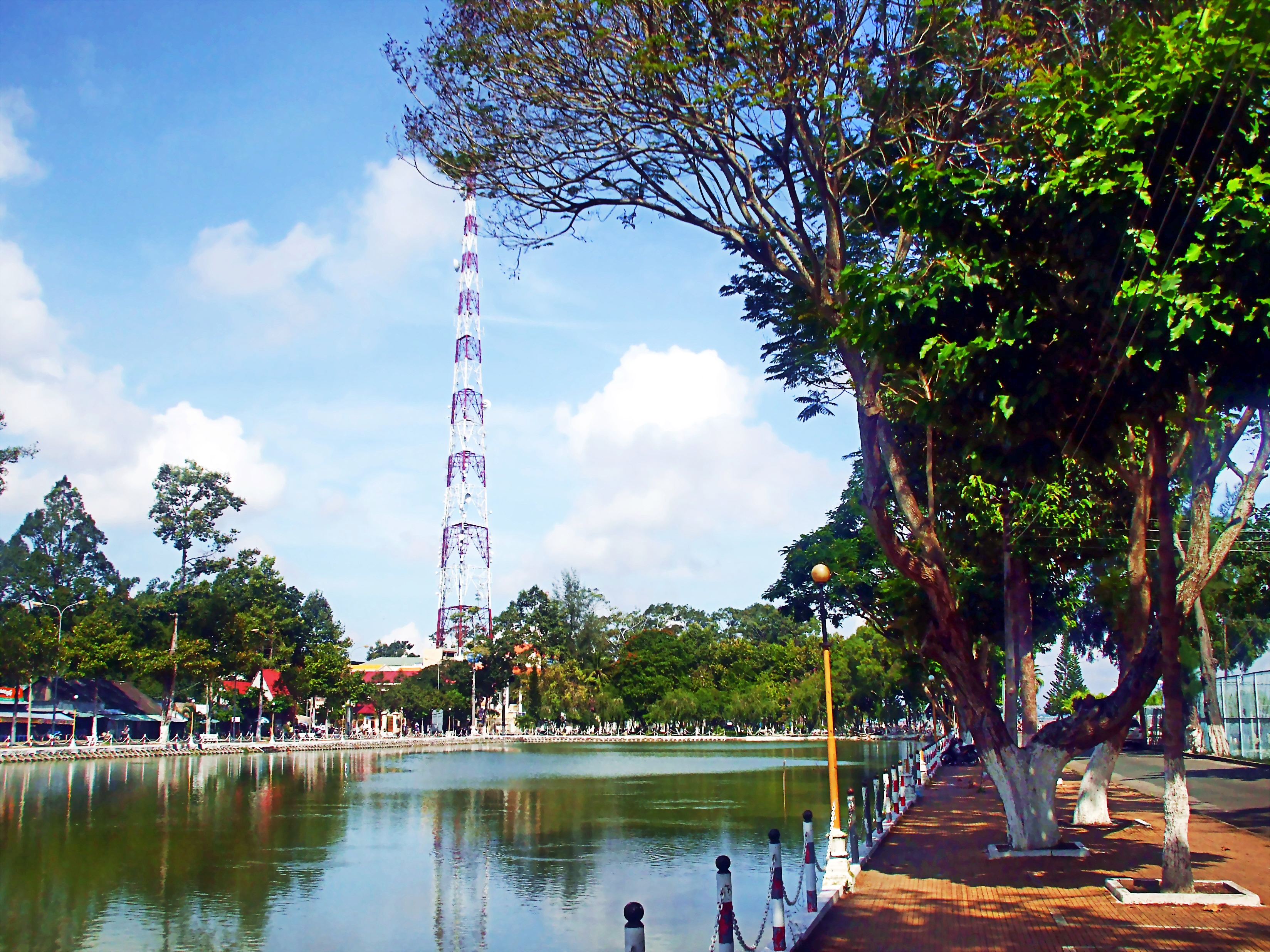
Công viên Nguyễn Du - phường Mỹ Bình
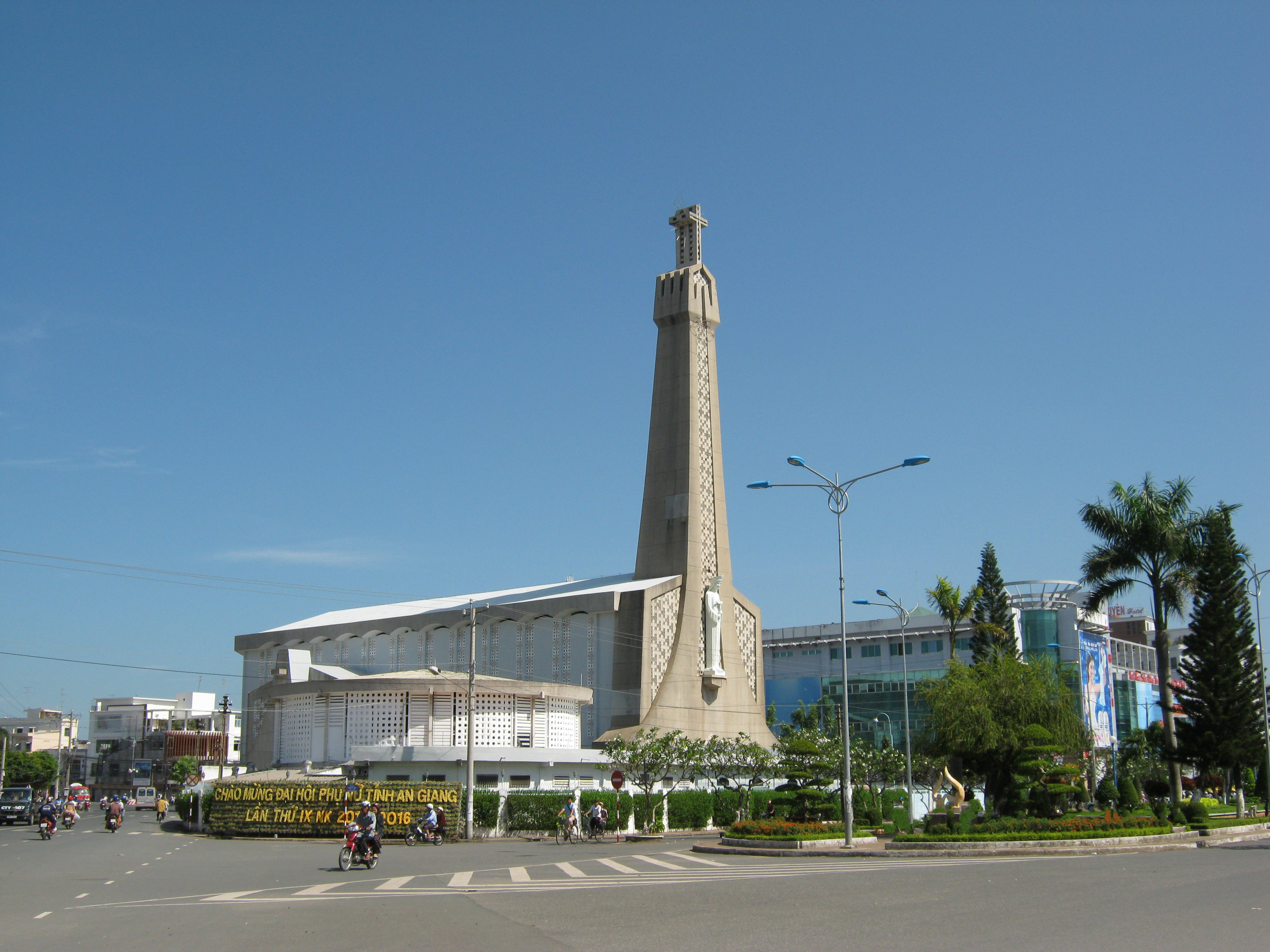
Nhà thờ chính tòa Long Xuyên - phường Mỹ Long
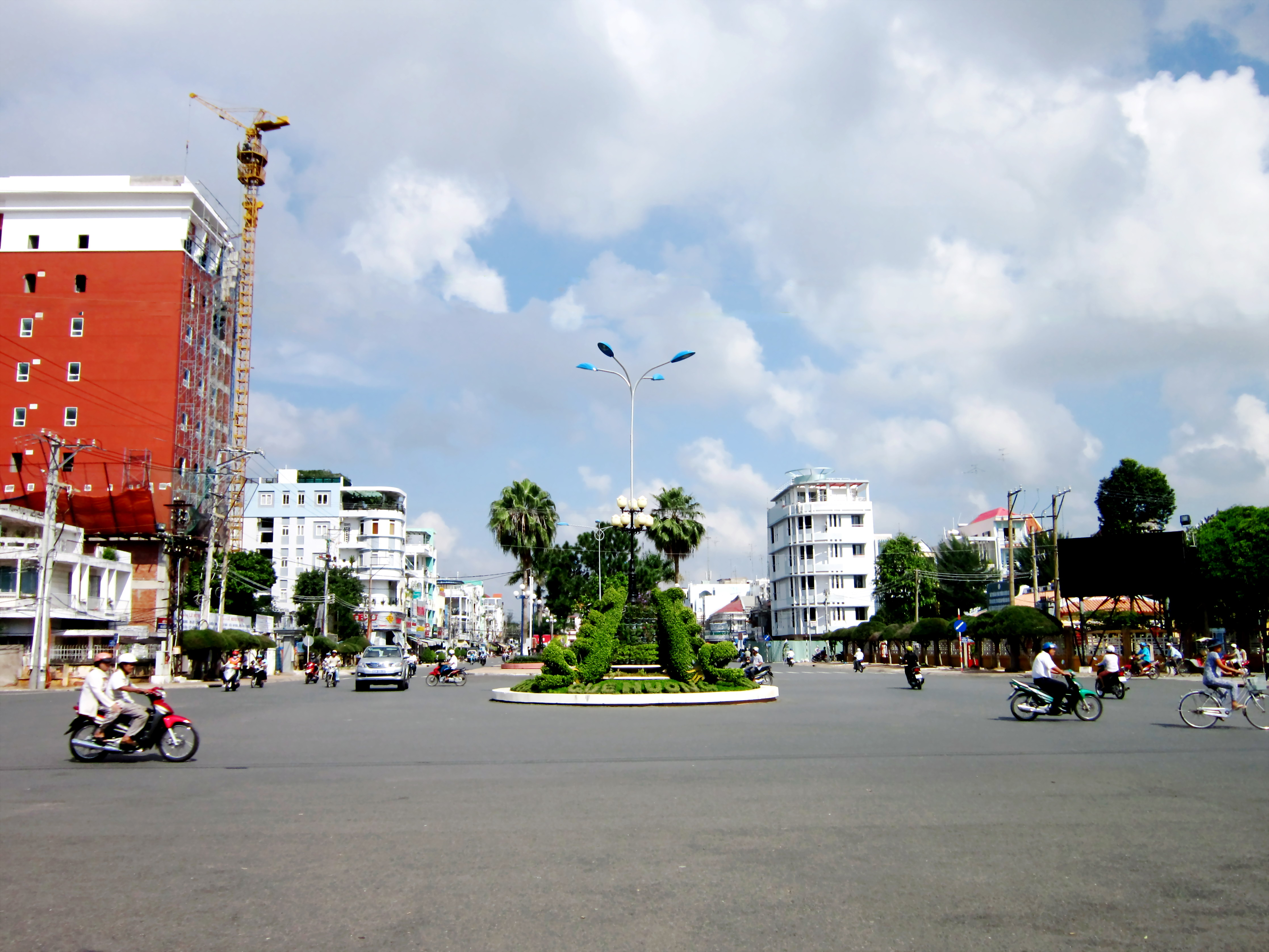
Công trường Trưng Nữ Vương - phường Mỹ Long
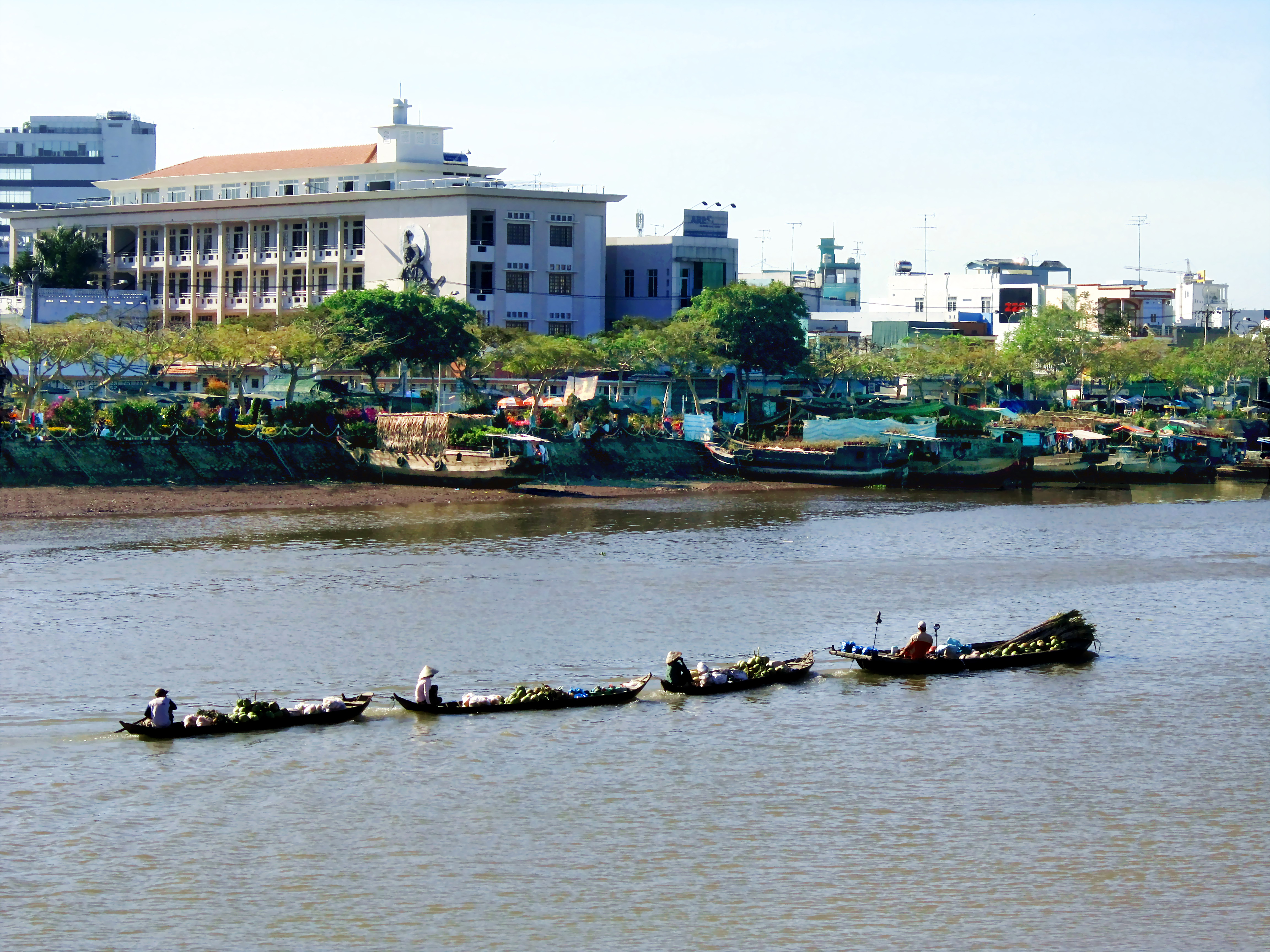
Đường Bùi Văn Danh - phường Mỹ Xuyên
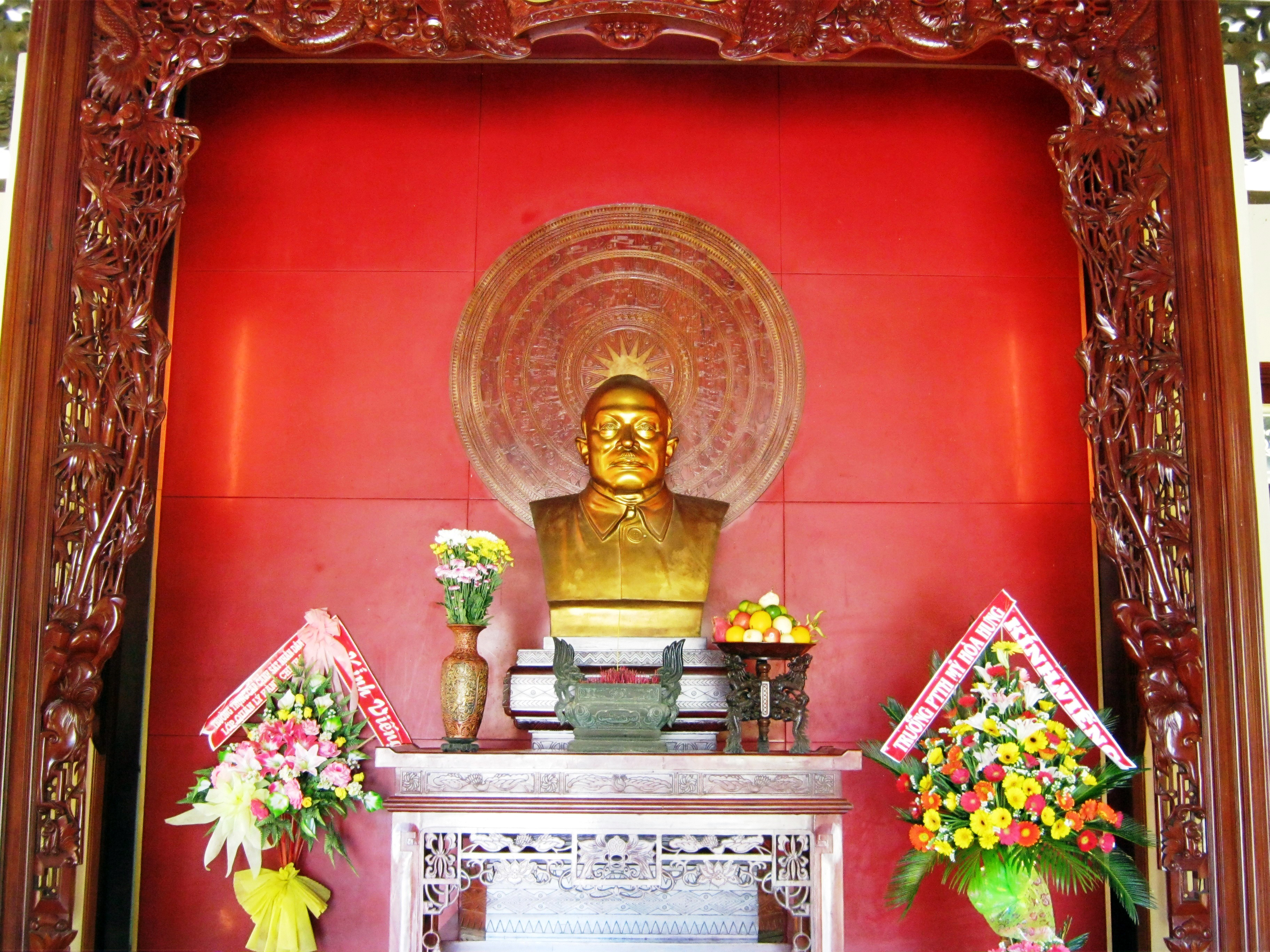
Khu lưu niệm Bác Tôn - xã Mỹ Hoà Hưng
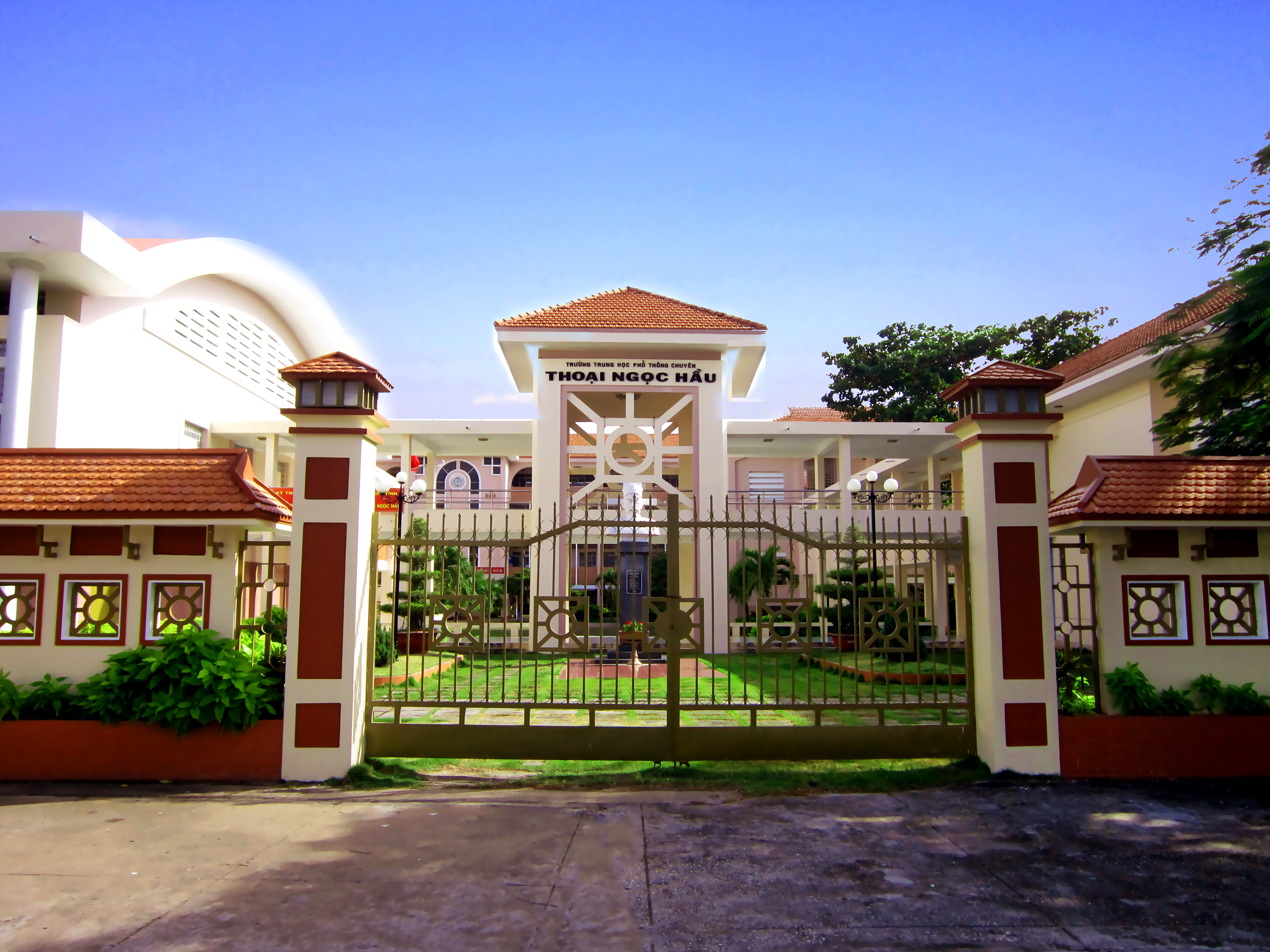
Trường THPT chuyên Thoại Ngọc Hầu - phường Mỹ Bình
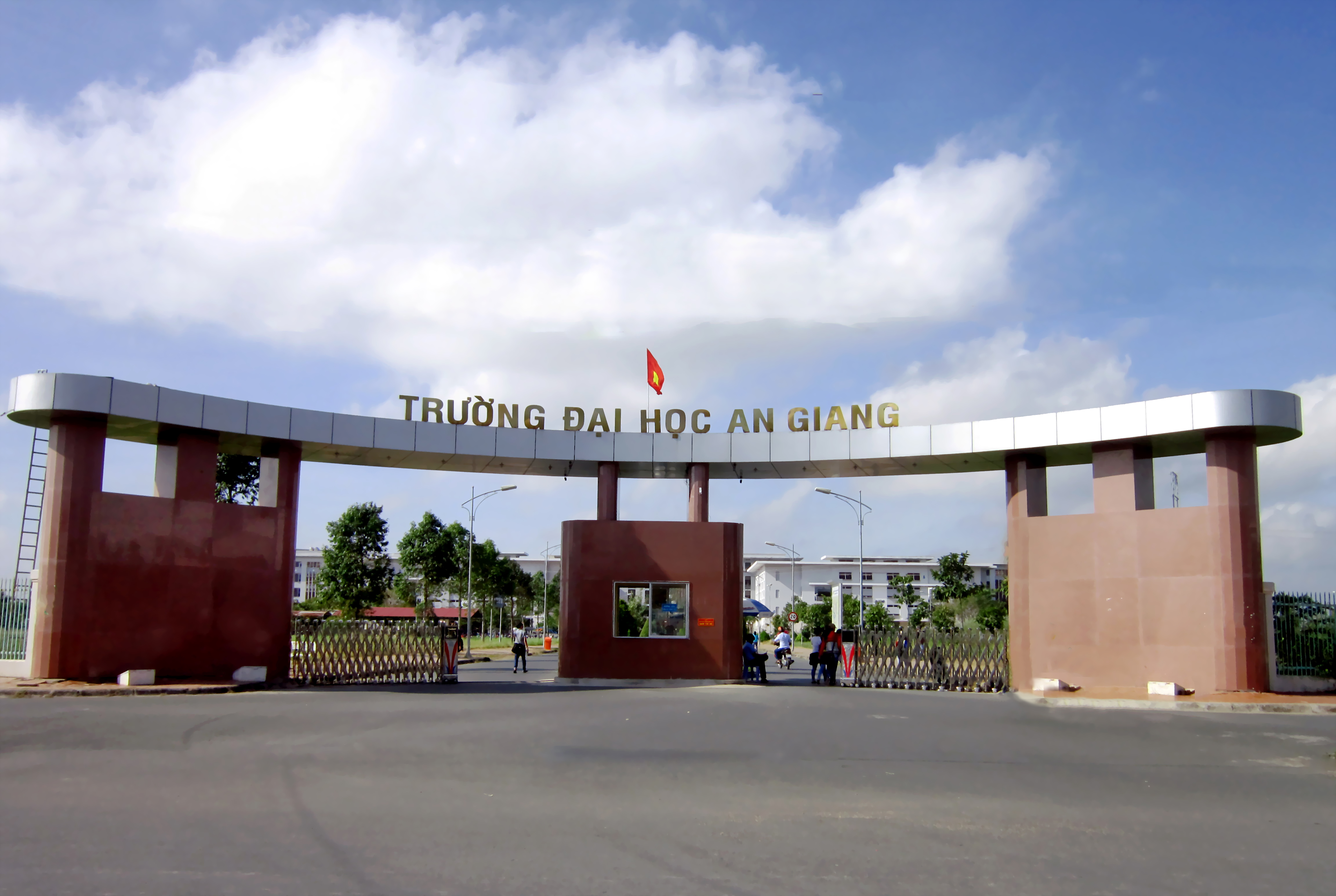
Cổng trường Đại học An Giang - phường Đông Xuyên